# Leu
Leul (Panthera leo) este o specie de mamifer terestru carnivor din subfamilia Pantherinae, familia Felidae, al doilea ca mărime – după tigru – dintre cele cinci felide mari. Este o specie socială, trăind în grupuri formate din câțiva masculi adulți, femele înrudite și pui. Femelele vânează de obicei împreună, prădând mai ales copitatele mari. Leul este un prădător de vârf; deși mănâncă hoituri atunci când apar oportunități și se știe că vânează oameni, specia de obicei nu o face. 
Leul locuiește în savane și zone cu pajiști și arbuști. Este de obicei mai diurn decât alte feline sălbatice, dar se adaptează să fie activ noaptea și în amurg. În timpul Neoliticului, leul s-a răspândit în toată Africa, Europa de Sud-Est, Caucaz și Asia de Vest și de Sud, dar a fost redus la populații fragmentate în Africa sub-sahariană și o populație în vestul Indiei. A fost inclusă pe Lista Roșie a IUCN ca fiind o specie vulnerabilă din 1996, deoarece populațiile din țările africane au scăzut cu aproximativ 43% de la începutul anilor 1990. Deși cauza declinului nu este pe deplin înțeleasă, pierderea habitatului și conflictele cu oamenii sunt cele mai mari cauze de îngrijorare.
Unul dintre cele mai recunoscute simboluri animale din cultura umană, leul a fost înfățișat pe scară largă în sculpturi și picturi, pe steaguri naționale și în filmele și literatura contemporană. Leii au fost ținuți în menajerie încă de pe vremea Imperiului roman și au fost o specie cheie căutată pentru expoziție în grădinile zoologice din întreaga lume încă de la sfârșitul secolului al XVIII-lea. Reprezentările culturale ale leilor erau proeminente în Egiptul antic, iar reprezentările au avut loc în aproape toate culturile antice și medievale.

## Etimologie
Cuvântul „leu” derivă din latinescul leō, leōnis, care la rândul său provine din greaca veche λέων / leōn. Numele generic Panthera provine din latinescul panthēra și de la cuvântul grecesc πάνθηρ „panteră”. Panthera este similar fonetic cu cuvântul sanscrit पाण्डर pând-ara care înseamnă „galben pal, albicios, alb”.

## Taxonomie
Felis leo a fost numele științific folosit de Carl Linnaeus în 1758, care a descris leul în lucrarea sa Systema Naturae. Numele genului Panthera a fost inventat de Lorenz Oken în 1816. Între mijlocul secolului al XVIII-lea și mijlocul secolului al XX-lea, 26 de exemplare de lei au fost descrise și propuse ca subspecii, dintre care 11 au fost recunoscute ca valabile în 2005. Se distingeau mai ales prin mărimea și culoarea coamei și a pielii.

### Subspecii
În secolele al XIX-lea și al XX-lea, mai multe specimene tip au fost descrise și propuse ca subspecii, aproximativ o duzină fiind recunoscute ca taxoni valizi până în 2017. Între 2008 și 2016, Lista Roșie IUCN a folosit doar două denumiri:  P. l. leo pentru populațiile de lei africani și P. l. persica pentru populația de lei asiatici. În 2017, Grupul operativ de clasificare a felinelor a revizuit taxonomia leului și a recunoascut  două subspecii pe baza rezultatelor mai multor studii filogeografice asupra evoluției leului, și anume:
- Panthera leo leo − include leul asiatic , leul barbar dispărut la nivel regional și populațiile de lei din părțile de vest și de nord ale Africii Centrale.[13] Sinonimele includ P. l. persica, P. l. senegalensis,  P. l. kamptzi și P. l. azandica.[9]Mai mulți autori s-au referit la acest grup drept „leul nordic” și „subspecie nordică”.[14][15]
- Panthera leo melanochaita − include populațiile din Africa de Est și de Sud precum și leul din regiunea Cape dispărut.[13] Sinonimele includ P. l. somaliensis, P. l. massaica, P. l. sabakiensis, P. l. bleyenberghi, P. l. roosevelti, P. l. nyanzae, P. l. hollisteri, P. l. krugeri, P. l. vernayi și P. l. webbiensis.[9][10] A fost denumită „leul sudic” și „subspecie sudică”.[15]

Cu toate acestea, pare să existe un anumit grad de suprapunere între ambele grupuri în nordul Africii Centrale. Analiza ADN-ului dintr-un studiu mai recent indică faptul că leii din Africa Centrală sunt derivați atât din leii din nord, cât și din cei sudici, deoarece se grupează cu P. leo leo în filogeniile bazate pe ADNmt, în timp ce ADN-ul lor genomic indică o relație mai strânsă cu P. leo melanochaita.
Probele de lei din unele părți ale zonelor muntoase ale Etiopiei se grupează genetic cu cele din Camerun și Ciad, în timp ce leii din alte zone ale Etiopiei se grupează cu mostre din Africa de Est. Prin urmare, cercetătorii presupun că Etiopia este o zonă de contact între cele două subspecii. Datele la nivel de genom ale unui eșantion de leu sălbatic din Sudan au arătat că acesta s-a grupat cu P. l. leo în filogenii bazate pe ADNmt, dar cu o mare afinitate pentru P. l. melanochaita. Acest rezultat a sugerat că poziția taxonomică a leilor din Africa Centrală poate necesita revizuire.

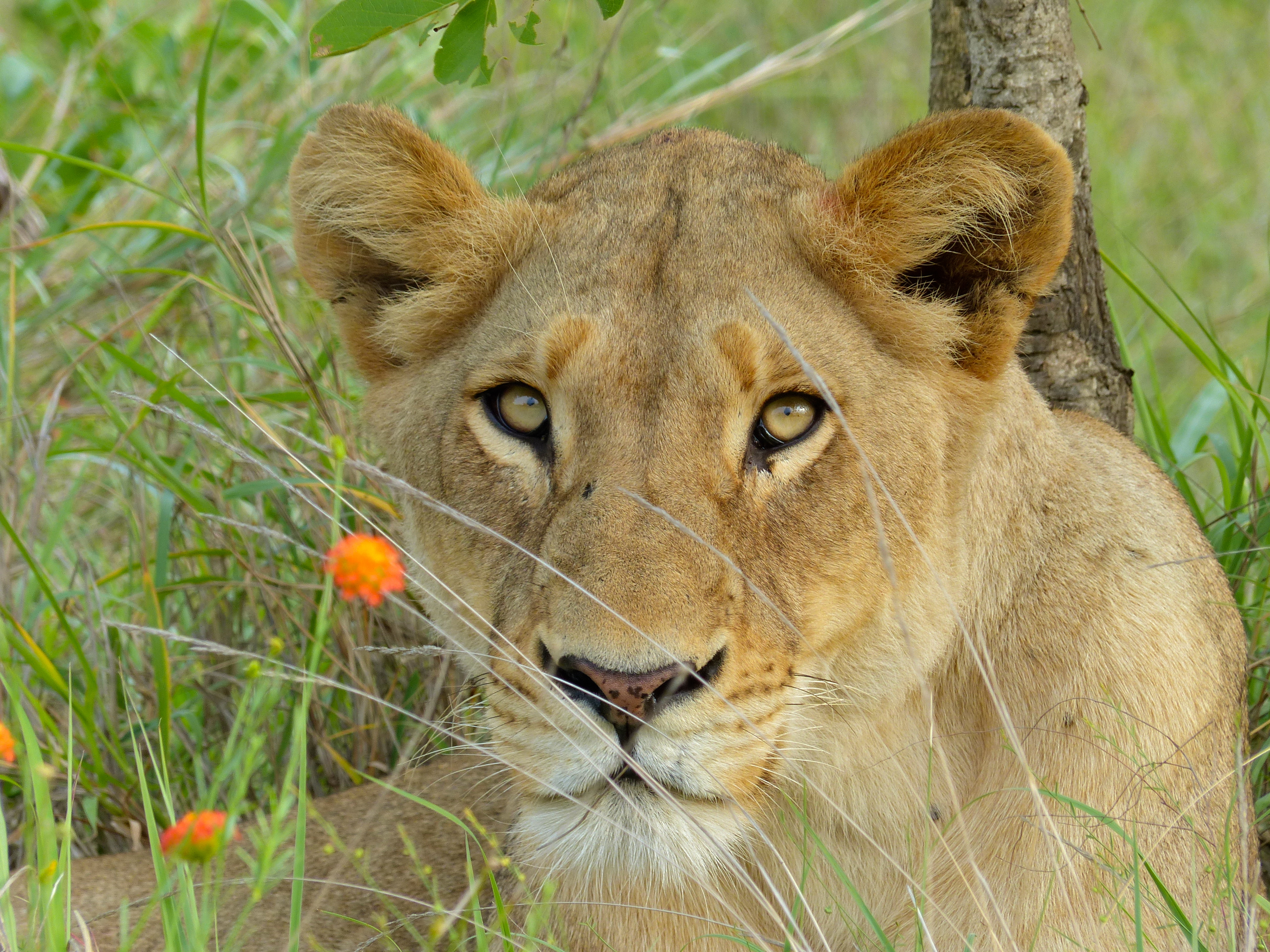
Leoaică din Africa de Sud
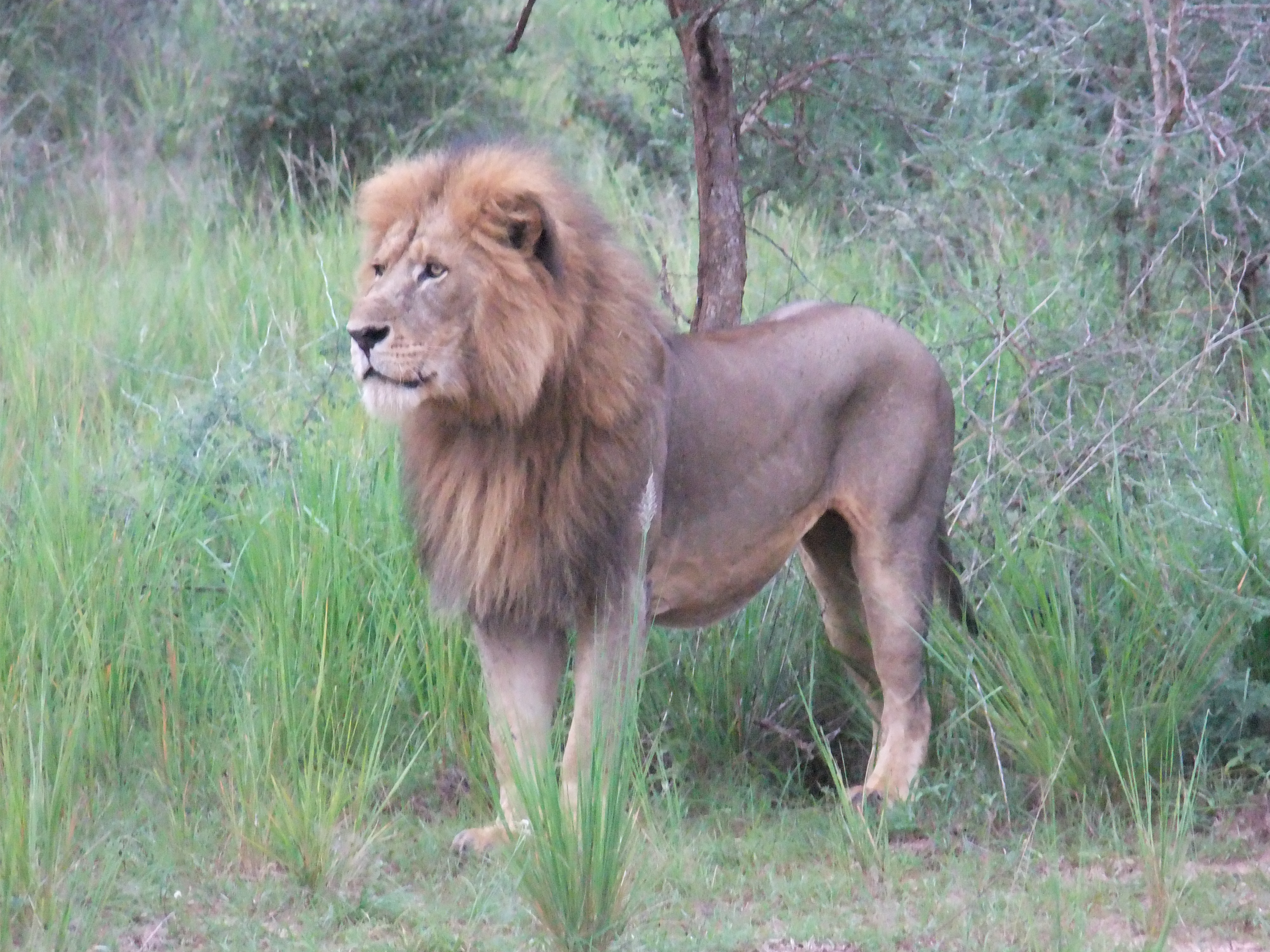
Leu congolez
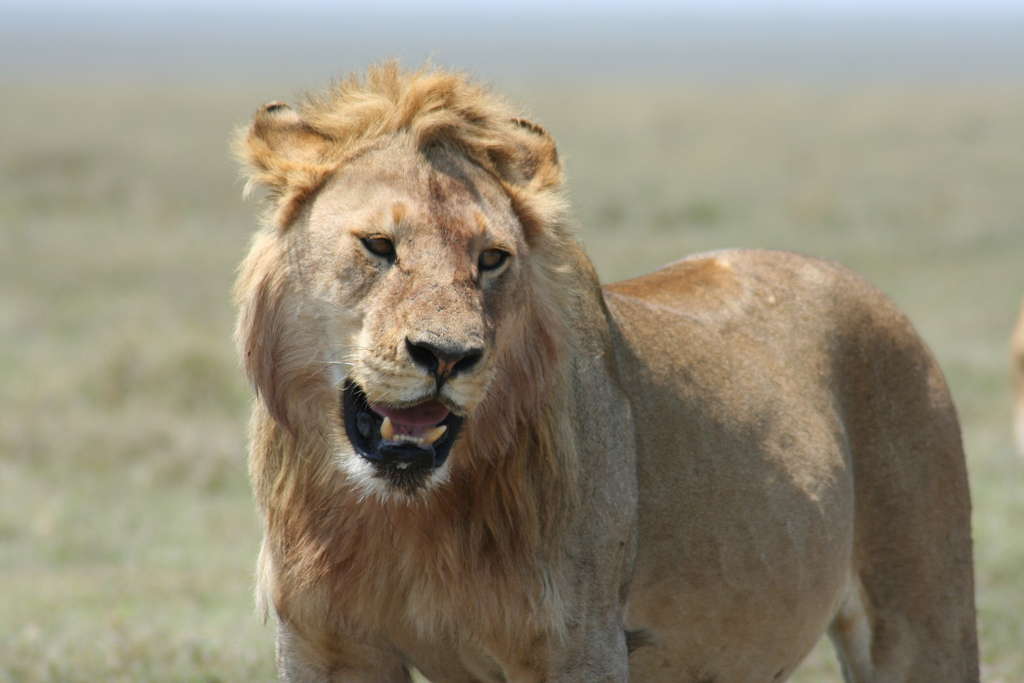
Leu tânăr din Serengeti
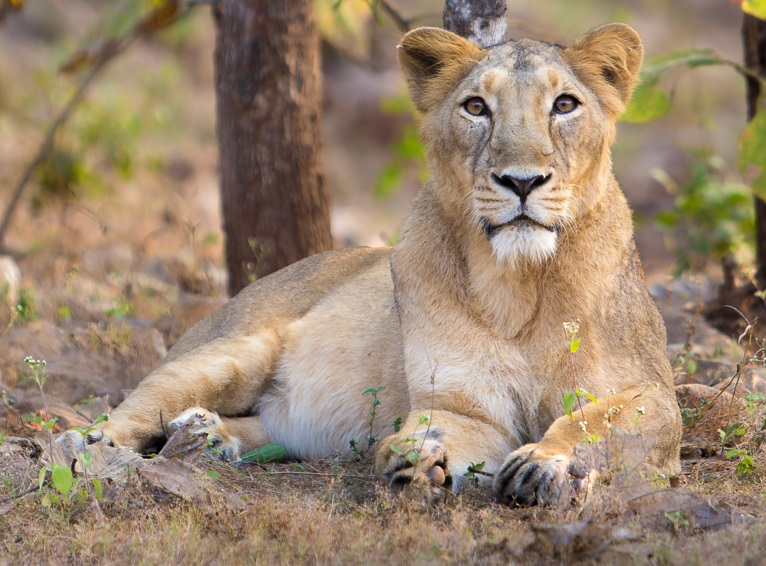
Leoaică asiatică

### Evoluție
Se estimează că linia Panthera s-a îndepărtat genetic de la strămoșul comun al Felidae de acum 9,32-4,47 milioane de ani în urmă până la 11,75-0,97 milioane de ani în urmă și originea geografică a genului este cel mai probabil nordul Asiei Centrale. Rezultatele analizelor diferă în relația filogenetică a leului; s-a crezut că formează un grup soră cu jaguarul (P. onca) care s-a despărțit acum 3,46 până la 1,22 milioane de ani în urmă, dar și cu leopardul (P. pardus) care s-a separat acum 3,1-1,95 milioane de ani în urmă  până la 4,32-0,02 milioane de ani în urmă. Hibridizarea dintre strămoșii leului și leopardul zăpezilor (P. uncia) a continuat probabil până în urmă cu aproximativ 2,1 milioane de ani.. Clada leu-leopard a fost distribuită în Palearctica asiatică și africană cel puțin încă de la începutul Pliocenului. Cele mai vechi fosile recunoscute ca fiind lei au fost găsite la Olduvai Gorge din Tanzania și se estimează că au o vechime de până la 2 milioane de ani.

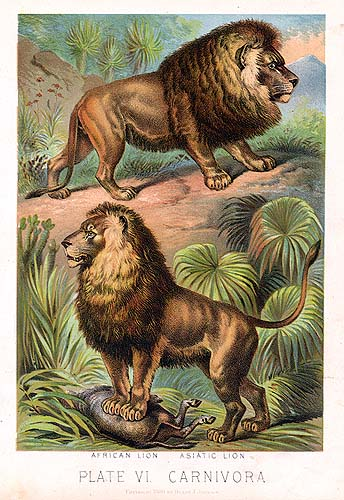
Leu african (sus) și asiatic (jos) așa cum sunt ilustrați în Cartea naturii a lui Johnsons Household

Estimările pentru timpul de divergență dintre linia leului modern și a leului de peșteră variază de la 529.000 la 392.000 de ani în urmă. Nu există dovezi pentru fluxul de gene între cele două filiații, ceea ce indică faptul că acestea nu împărțeau aceeași zonă geografică. Leii de peșteră eurasiatici și americani au dispărut la sfârșitul ultimei perioade glaciare fără descendenți mitocondriali pe alte continente. Leul modern a fost probabil răspândit pe scară largă în Africa în timpul Pleistocenului mijlociu și a început să migreze în Africa sub-sahariană în timpul Pleistocenului târziu. Populațiile de lei din Africa de Est și de Sud s-au separat de populațiile din Africa de Vest și de Nord atunci când pădurea tropicală ecuatorială s-a extins cu 183.500 până la 81.800 de ani în urmă. Ei au împărțit un strămoș comun probabil acum 98.000-52.000 de ani în urmă.
Datorită extinderii Saharei cu 83.100-26.600 de ani în urmă, populațiile de lei din Africa de Vest și de Nord au fost separate. Pe măsură ce pădurea tropicală a scăzut și a dat naștere la habitate mai deschise, leii s-au mutat din Africa de Vest în Africa Centrală. Leii din Africa de Nord au migrat în sudul Europei și în Asia acum 38.800-8.300 de ani în urmă.
Extincția leilor din sudul Europei, Africa de Nord și Orientul Mijlociu a întrerupt fluxul de gene între populațiile de lei din Asia și Africa. Dovezile genetice au dezvăluit numeroase mutații în mostrele de lei din Africa de Est și de Sud, ceea ce indică faptul că acest grup are o istorie evolutivă mai lungă decât mostrele de lei mai puțin diverse din punct de vedere genetic din Asia și Africa de Vest și Centrală.

### Hibrizi
În grădinile zoologice, leii au fost încrucișați cu tigri pentru a crea hibrizi pentru curiozitatea vizitatorilor sau în scop științific. Ligrul este mai mare decât un leu și un tigru, în timp ce majoritatea tigonilor sunt relativ mici în comparație cu părinții lor din cauza efectelor reciproce ale genelor. Leoponul este un hibrid între leu și leopard.

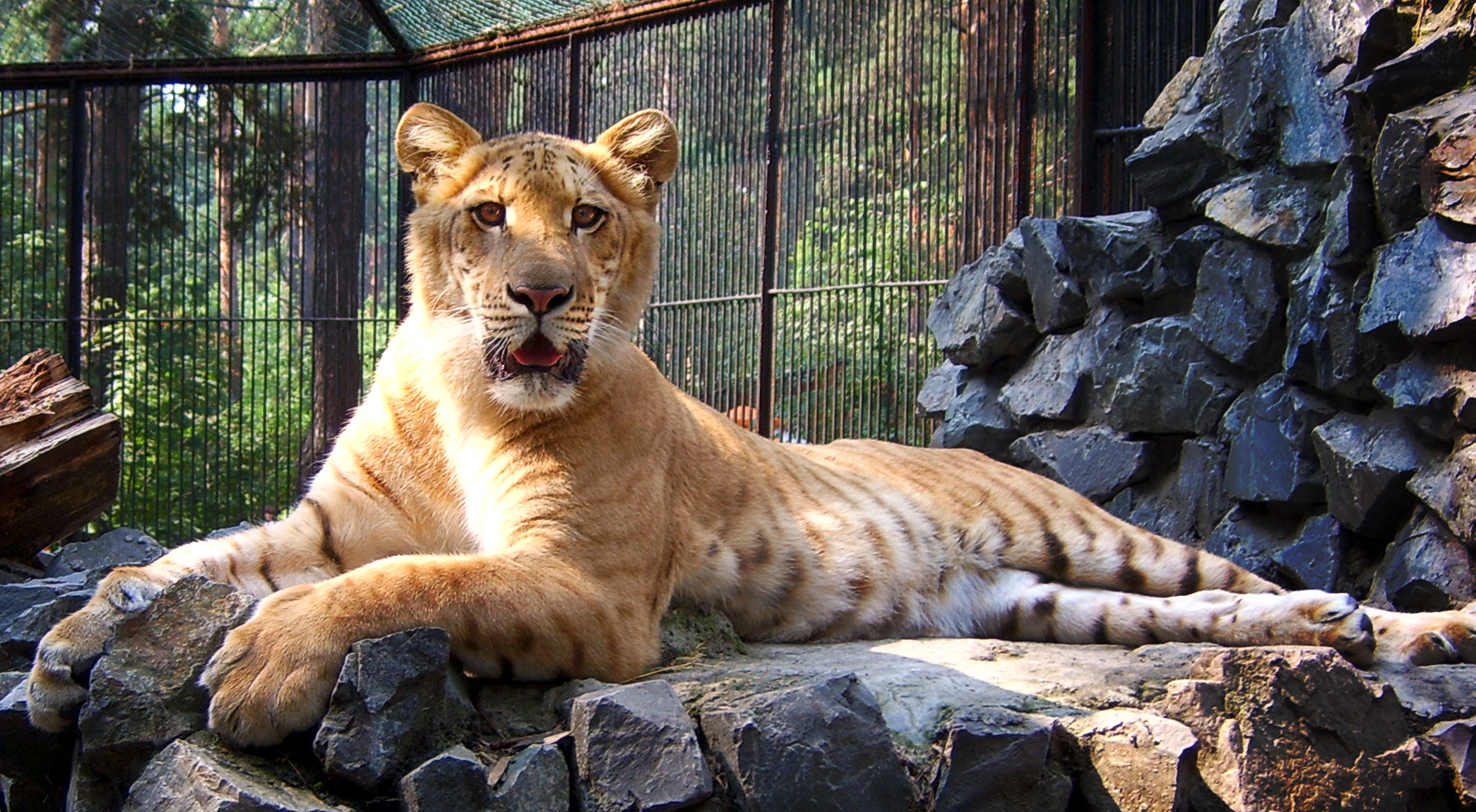
Liger (leu+tigroaică)
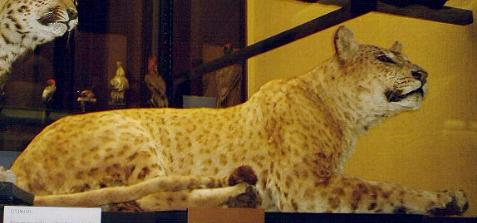
Liguar (leu+femelă leopard)
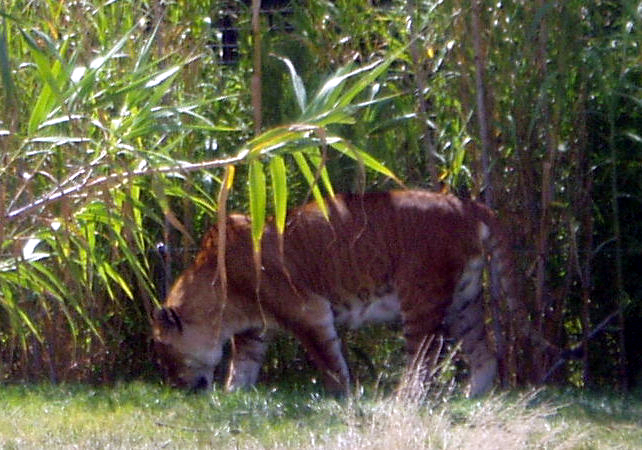
Tigon (tigru+leoaică)

## Descriere

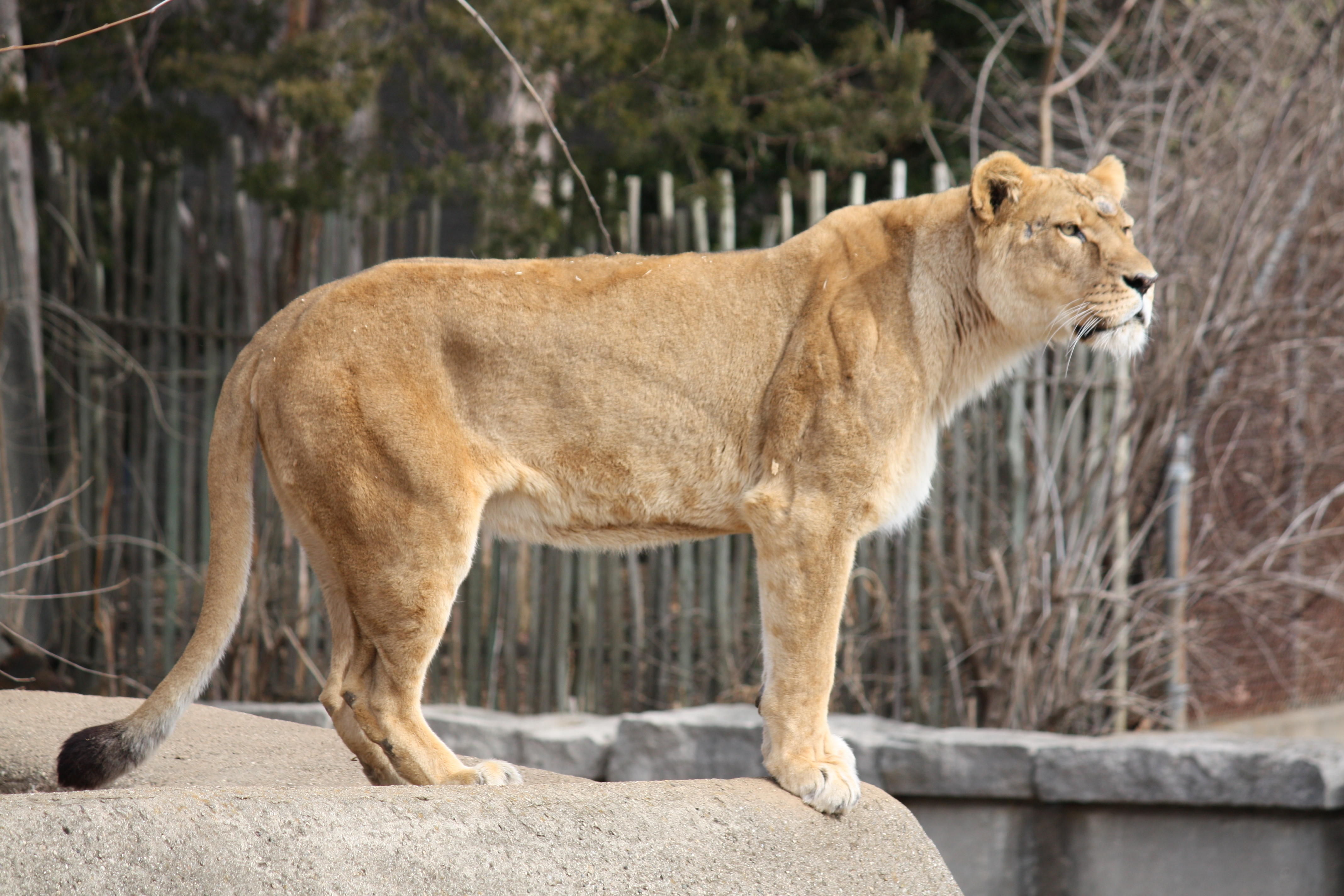
Un smoc la capătul cozii este o caracteristică distinctă a leului.

Leul este o felină foarte mare, a doua ca mărime după tigru. Corpul masiv cu patru labe puternice, foarte musculoase, care se termină cu gheare ascuțite și fălci puternice, este perfect potrivit pentru a doborî și ucide chiar și animale foarte mari. Pe distanțe scurte, poate atinge viteze de până la 60 km/h. Este mai degrabă un sprinter decât un alergător de fond.
O altă caracteristică – în afară de stilul de viață în grup – care distinge leii de alte feline este că are cel mai pronunțat dimorfism sexual. Masculii sunt cu 20-35% mai mari, cu 50% mai grei decât femelele și au o coamă proeminentă care acoperă  cea mai mare parte a capului, gâtului, umerilor și pieptului. Blana leilor este maro deschis, alb pe abdomen și părțile interioare ale picioarelor, spatele și urechile sunt negre, coama masculului variază de la maro-gălbui la roșcat, maro închis până la aproape negru. Puii au pete întunecate care se estompează pe măsură ce puiul ajunge la vârsta adultă.
Coada leilor se termină cu un smoc întunecat, păros, care este absent la naștere și se dezvoltă în jurul vârstei de 5 luni și jumătate.
Dintre speciile de feline, leul rivalizează doar cu tigrul ca lungime, greutate și înălțime la umăr.  Craniul său este foarte asemănător cu cel al tigrului, deși regiunea frontală este de obicei mai aplatizată și are o regiune postorbitală puțin mai scurtă și deschideri nazale mai largi decât cele ale tigrului. 
Mușchii scheletici ai leului reprezintă 58,8% din greutatea corporală și reprezintă cel mai mare procent de mușchi dintre mamifere.

### Dimensiune
Mărimea și greutatea leilor adulți variază în funcție de areal. Evidențe despre câțiva indivizi mai mari decât media există din Africa și India.
| Medie                          | Femelă                                                                            | Mascul                                                                         |
| ------------------------------ | --------------------------------------------------------------------------------- | ------------------------------------------------------------------------------ |
| Lungimea capului și a corpului | 160–184 cm                                                                        | 184–208 cm                                                                     |
| Lungimea cozii                 | 72–89,5 cm                                                                        | 82,5–93,5 cm                                                                   |
| Greutate                       | 118,37–143,52 kg în sudul Africii, 119,5 kg în estul Africii, 110–120 kg în India | 186,55–225 kg în sudul Africii, 174,9 kg în estul Africii, 160–190 kg în India |

### Coamă

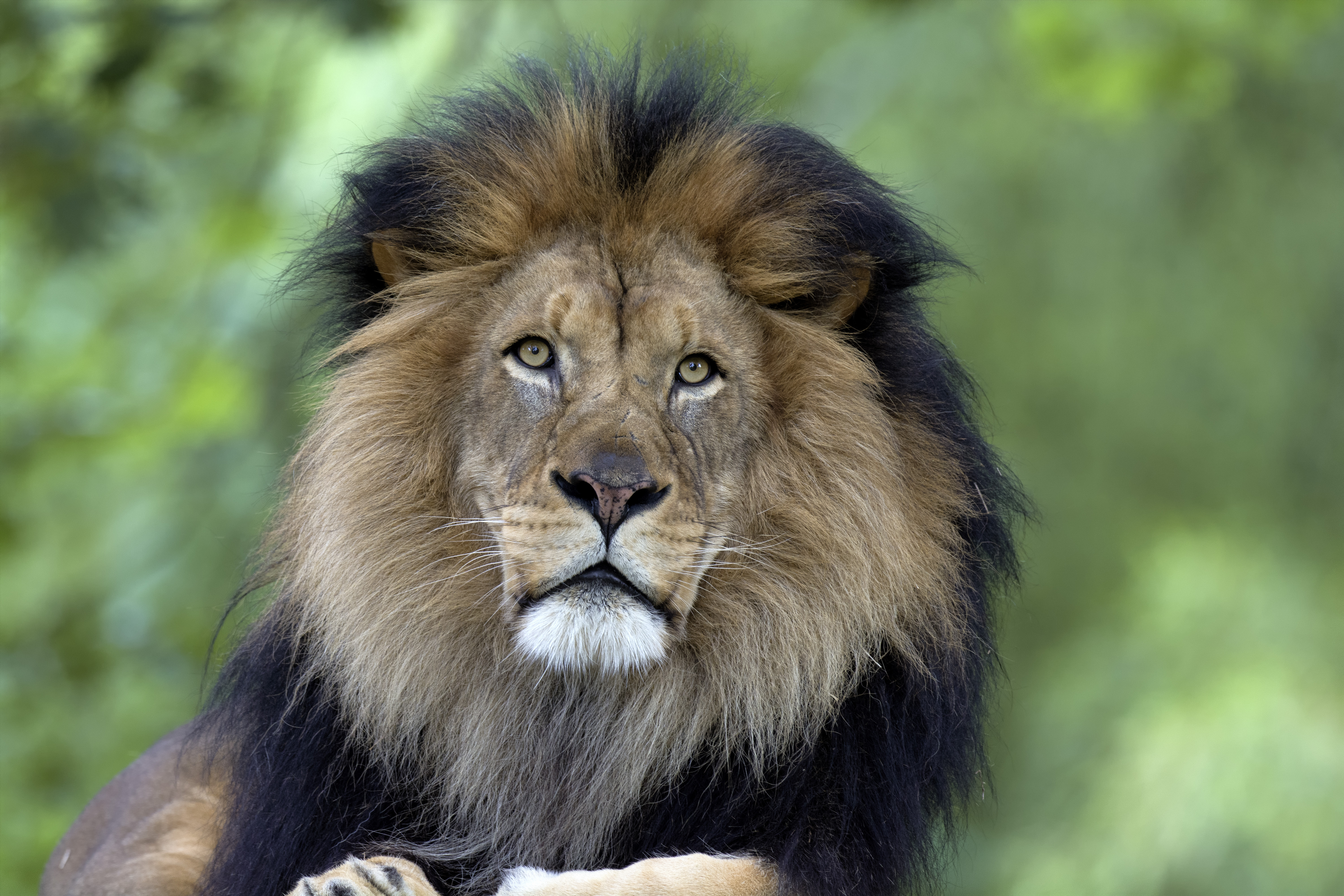
Masculii cu coama mai închisă și mai plină indică un animal mai sănătos.

Coama leului mascul este cea mai recunoscută trăsătură a speciei. Este posibil să fi evoluat în urmă cu aproximativ 320.000–190.000 de ani. Începe să crească când masculii au aproximativ un an. Culoarea coamei variază și se întunecă odată cu vârsta. Cercetările arată că dimensiunea și culoarea acesteia sunt influențate de factori de mediu, cum ar fi temperatura medie a mediului. Lungimea coamei semnalează aparent succesul în luptă în relațiile mascul–mascul; indivizii cu coama mai întunecată pot avea o viață reproductivă mai lungă și o supraviețuire mai mare a urmașilor, deși suferă în cele mai călduroase luni ale anului. Prezența, absența, culoarea și mărimea coamei sunt asociate cu precondiția genetică, maturitatea sexuală, climatul și producția de testosteron; regula generală este că o coamă mai închisă și mai plină indică un animal mai sănătos. 
În Parcul Național Serengeti, femelele preferă ca pereche masculii cu o coamă deasă și întunecată. Leii masculi vizează de obicei spatele sau posteriorul rivalilor, mai degrabă decât gâtul acestora. Temperatura ambientală rece în grădinile zoologice europene și nord-americane poate duce la o coamă mai grea. Leii asiatici au de obicei coame mai rare decât media leilor africani.
Aproape toți masculii din Parcul Național Pendjari sunt fie fără coamă, fie au coama foarte scurtă. Au fost raportați lei fără coadă în Senegal, în Parcul Național Dinder din Sudan și în Parcul Național Tsavo East, Kenya. Leul alb mascul original de la Timbavati din Africa de Sud era, de asemenea, fără coamă. Hormonul testosteron a fost legat de creșterea coamei; leii castrați au adesea o coamă puțină sau deloc, deoarece îndepărtarea gonadelor inhibă producția de testosteron. Un testosteron crescut poate fi cauza leoaicelor cu coame raportate în nordul Botswanei.

### Variație de culoare

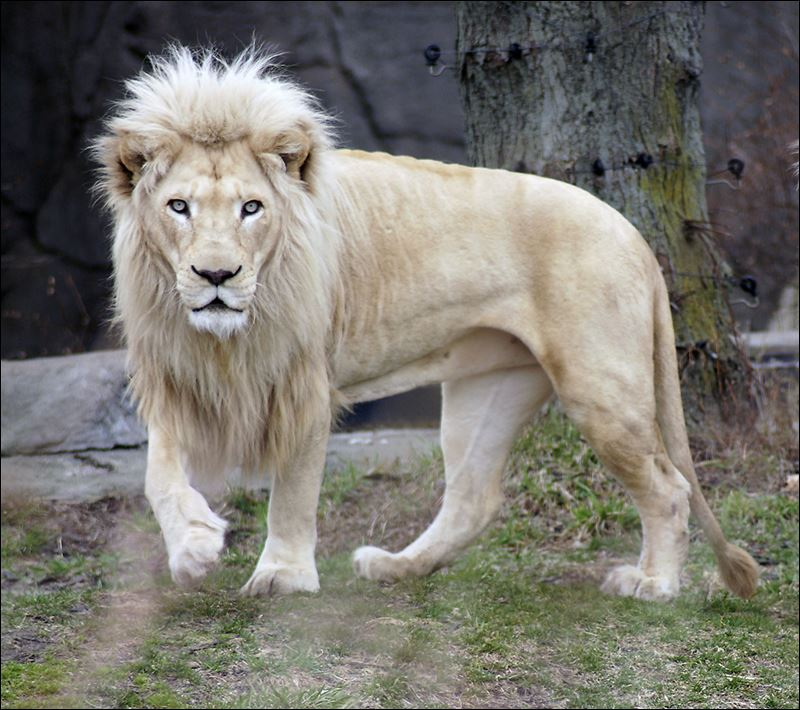
Leii albi nu sunt albinoși. Culoarea lor albă este cauzată de o trăsătură recesivă, numită leucism.

Leul alb este o mutație rară de culoare a leului, în special a leului din Africa de Sud. Leii albi nu sunt albinoși, ei au o pigmentare normală în ochi și piele. Culoarea lor albă este cauzată de o trăsătură recesivă, numită leucism, derivată dintr-o mutație mai puțin severă a aceleiași gene care provoacă albinismul, distinctă de gena responsabilă pentru tigrii albi.  Acestea variază de la blond la aproape alb. Această colorare nu pare să reprezinte un dezavantaj pentru supraviețuirea lor.
Leii albi au fost întâlniți ocazional în și în jurul Parcului Național Kruger și în rezervația privată Timbavati din estul Africii de Sud. Se crede că leii albi din zona Timbavati au fost indigeni din regiunea Timbavati din Africa de Sud de secole, deși cea mai timpurie observare înregistrată în această regiune a fost în 1938.
Leii albi au fost considerați dispăruți în sălbăticie între 1992 și 2004, când Global White Lion Protection Trust a realizat prima reintroducere cu succes a leilor albi în habitatul lor natural. Aceste grupuri au continuat să vâneze și să se înmulțească cu succes în sălbăticie, în timp ce alte apariții de nașteri de leu alb au fost raportate în regiunea Kruger de atunci.
O genă recesivă conferă leilor albi culorile lor neobișnuite. O genă similară produce și tigri albi. Prin urmare, leii albi pot fi crescuți selectiv pentru grădini zoologice, spectacole de animale și parcuri cu animale sălbatice.

## Distribuție și habitat

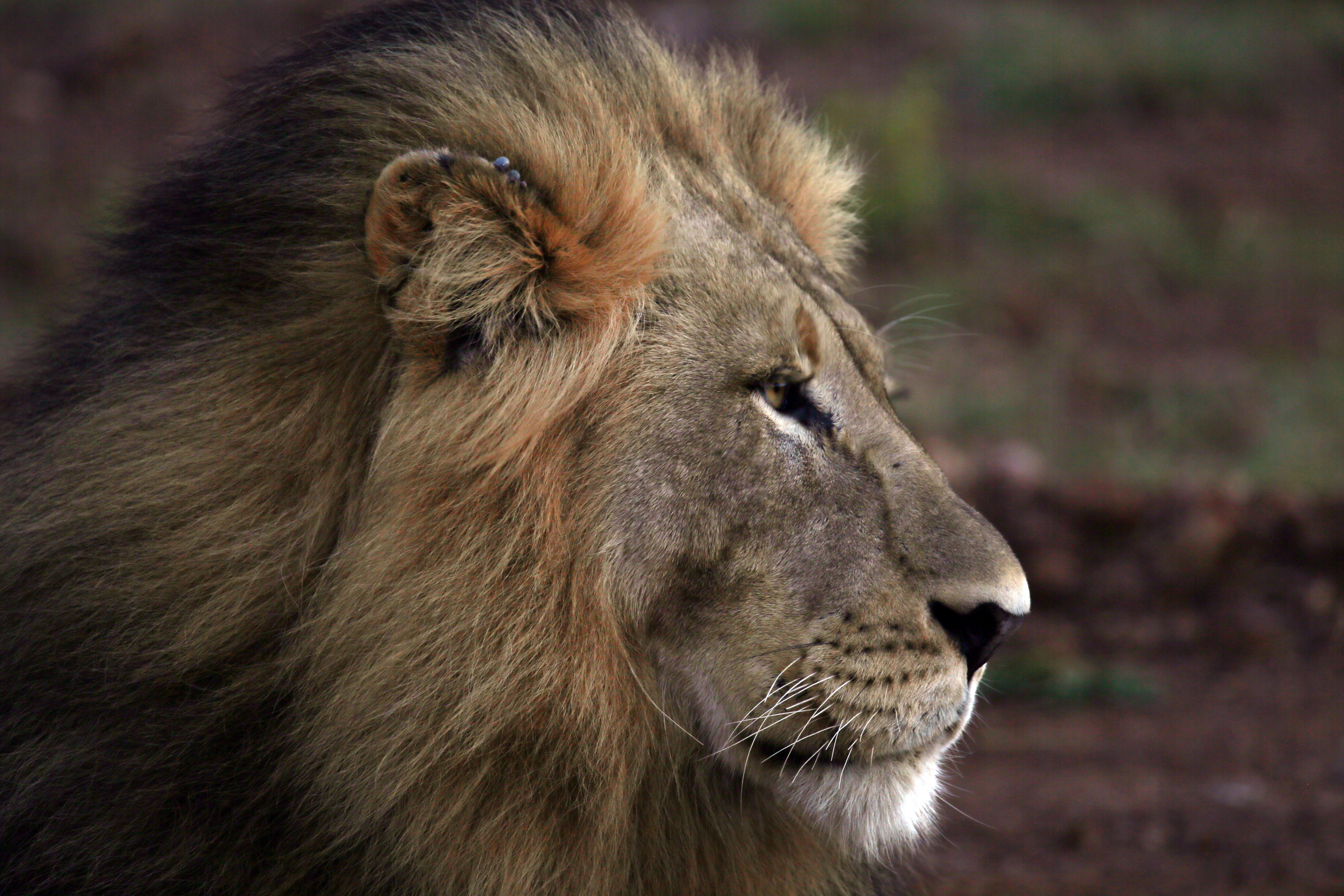
Leu în Madikwe Game Reserve, o zonă protejată în Africa de Sud

Spre deosebire de termenul popular de „regele junglei ”, leul este un animal din câmpiile deschise. Leii africani trăiesc în populații dispersate în Africa subsahariană. Leul preferă câmpiile cu iarbă și savanele, tufișurile care mărginesc râurile și pădurile deschise cu tufișuri. Rareori intră în pădurile închise. S-a observat că trăiește și pe Muntele Elgon la altitudini de până la 3.600 m și aproape de linia de zăpadă de pe Muntele Kenya. Savanele cu precipitații anuale de 300 până la 1500 mm alcătuiesc majoritatea habitatului leului din Africa, estimat la 3.390.821 km2 cel mult; populațiile rămase sunt prezente și în pădurile umede tropicale din Africa de Vest și în pădurile montane din Africa de Est. Leul asiatic supraviețuiește acum doar în și în jurul Parcului Național Gir din Gujarat, vestul Indiei. Habitatul său este un amestec de pădure uscată de savană și pădure de tufă foarte uscată.

### Areal istoric
În Africa, raza de acțiune a leului a cuprins inițial cea mai mare parte a pădurii tropicale din Africa centrală și a deșertului Sahara. În anii 1960, a dispărut în Africa de Nord, cu excepția părții de sud a Sudanului.
În sudul Europei și în Asia, leul a trăit cândva în regiuni în care condițiile climatice susțineau o pradă abundentă. Era obișnuit în Grecia, așa cum a relatat Herodot în 480 î.Hr. În anul 300 î.Hr. era considerat rar și dispărut până în anul 100 d.Hr. A fost prezent în Caucaz până în secolul al X-lea. A trăit în Palestina până în Evul Mediu și în Asia de Sud-Vest până la sfârșitul secolului al XIX-lea. 
Până la sfârșitul secolului al XIX-lea era dispărut în cea mai mare parte a Turciei. Ultimul leu viu din Iran a fost văzut în 1942 la aproximativ 65 km nord-vest de Dezful, deși cadavrul unei leoaice a fost găsit pe malul râului Karun din provincia Khūzestān în 1944. Odinioară trăia de la Sind și Punjab în Pakistan până la Bengal și râul Narmada din centrul Indiei.

## Comportament și ecologie

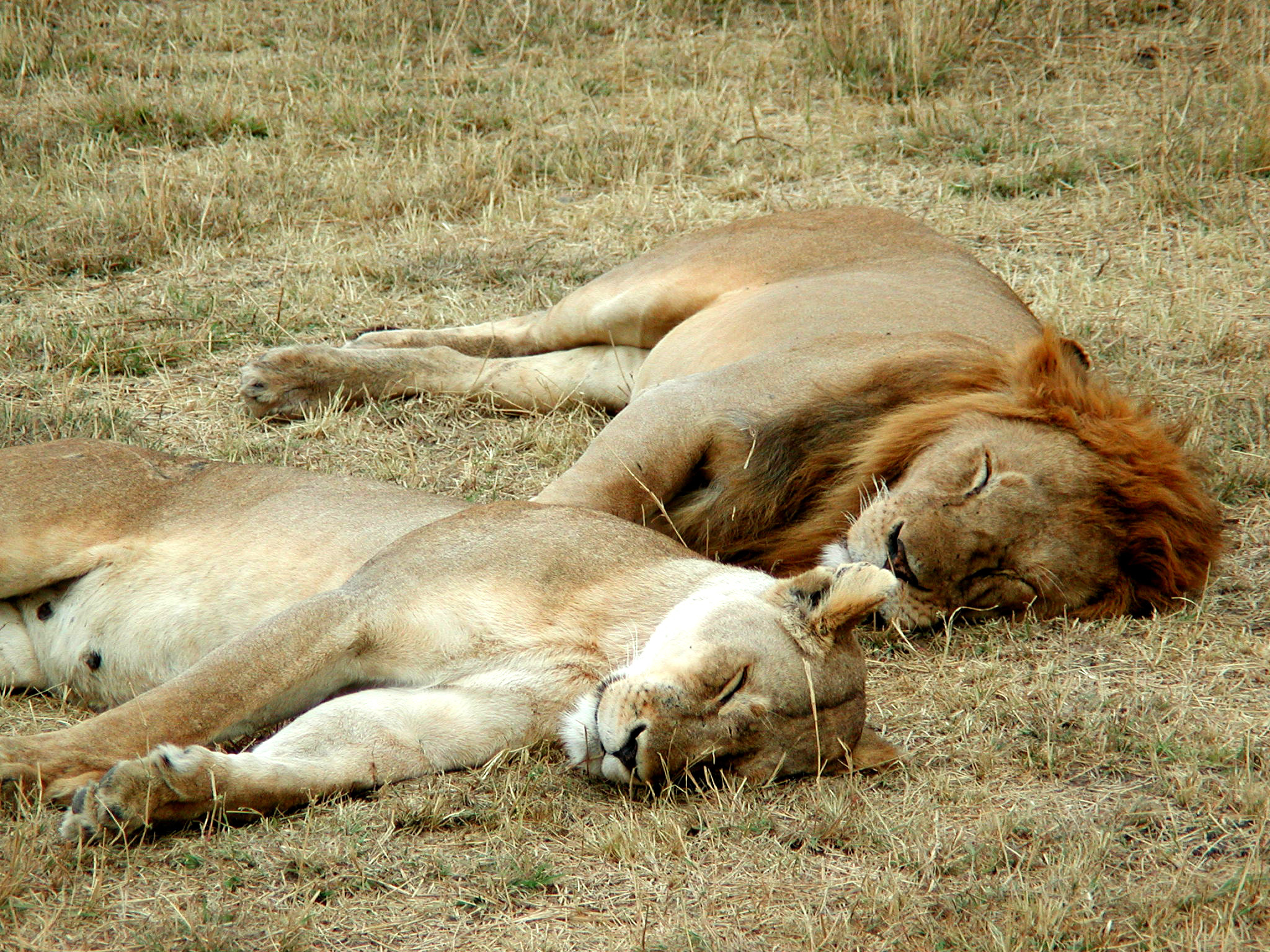
Leii sunt inactivi aproximativ douăzeci de ore pe zi.

Leii își petrec mult timp odihnindu-se; sunt inactivi aproximativ douăzeci de ore pe zi. Deși leii pot fi activi în orice moment, activitatea lor atinge în general vârfuri după amurg, cu o perioadă de socializare și îngrijire. Explozii intermitente de activitate continuă până în zori, când are loc cel mai adesea vânătoarea. Ei petrec în medie două ore pe zi mergând și cincizeci de minute mâncând.

### Organizarea grupului
Leul este cea mai socială dintre toate speciile de feline sălbatice, trăind în grupuri de indivizi înrudiți cu descendenții lor. Grupurile de lei masculi sunt numite „coaliții”. Femelele formează unitatea socială stabilă într-un grup și nu tolerează femelele din afară. Calitatea de membru se schimbă doar odată cu nașterea și moartea leoaicelor, deși unele femele pleacă și devin nomade.

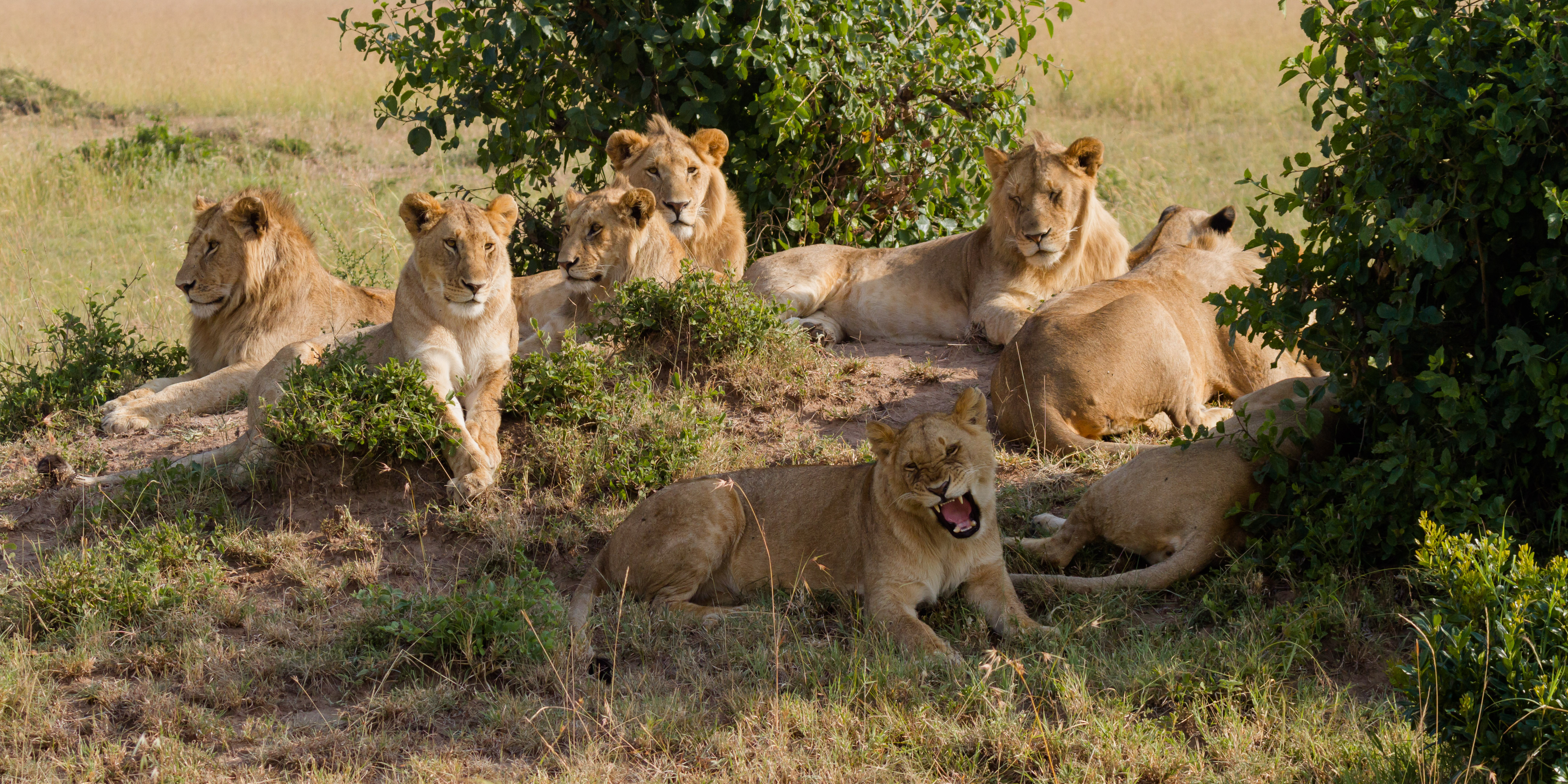
Grup de lei

Un grup mediu constă din aproximativ 15 lei, inclusiv mai multe femele adulte și până la patru masculi și puii lor de ambele sexe. Au fost observate grupuri mai mari, formate din până la 30 de indivizi. Singura excepție de la acest model este grupul de lei din Parcul Național Tsavo care are întotdeauna un singur mascul adult. Puii masculi sunt excluși din grupul matern atunci când ajung la maturitate, la vârsta de doi sau trei ani.
Unii lei sunt „nomazi” și se mișcă sporadic, fie în perechi, fie singuri. Perechile sunt mai frecvente în rândul masculilor înrudiți care au fost excluși din grupul lor de naștere. Un leu poate schimba stilul de viață: nomazii pot deveni rezidenți și invers. Interacțiunile dintre grup și nomazi tind să fie ostile, deși femelele din grup aflate la estru le permit masculilor nomazi să se apropie de ele. Masculii petrec ani într-o fază nomadă înainte de a a câștiga un loc într-un grup. Un studiu întreprins în Parcul Național Serengeti a arătat că coalițiile de nomazi câștigă un grup la vârsta cuprinsă între 3,5 și 7,3 ani. În Parcul Național Kruger, masculii s-au deplasat la mai mult de 25 km de grupul lor natală în căutarea propriului teritoriu. Femelele rămân mai aproape de grupul natal. Prin urmare, femelele dintr-o zonă sunt mai strâns legate între ele decât masculii din aceeași zonă.

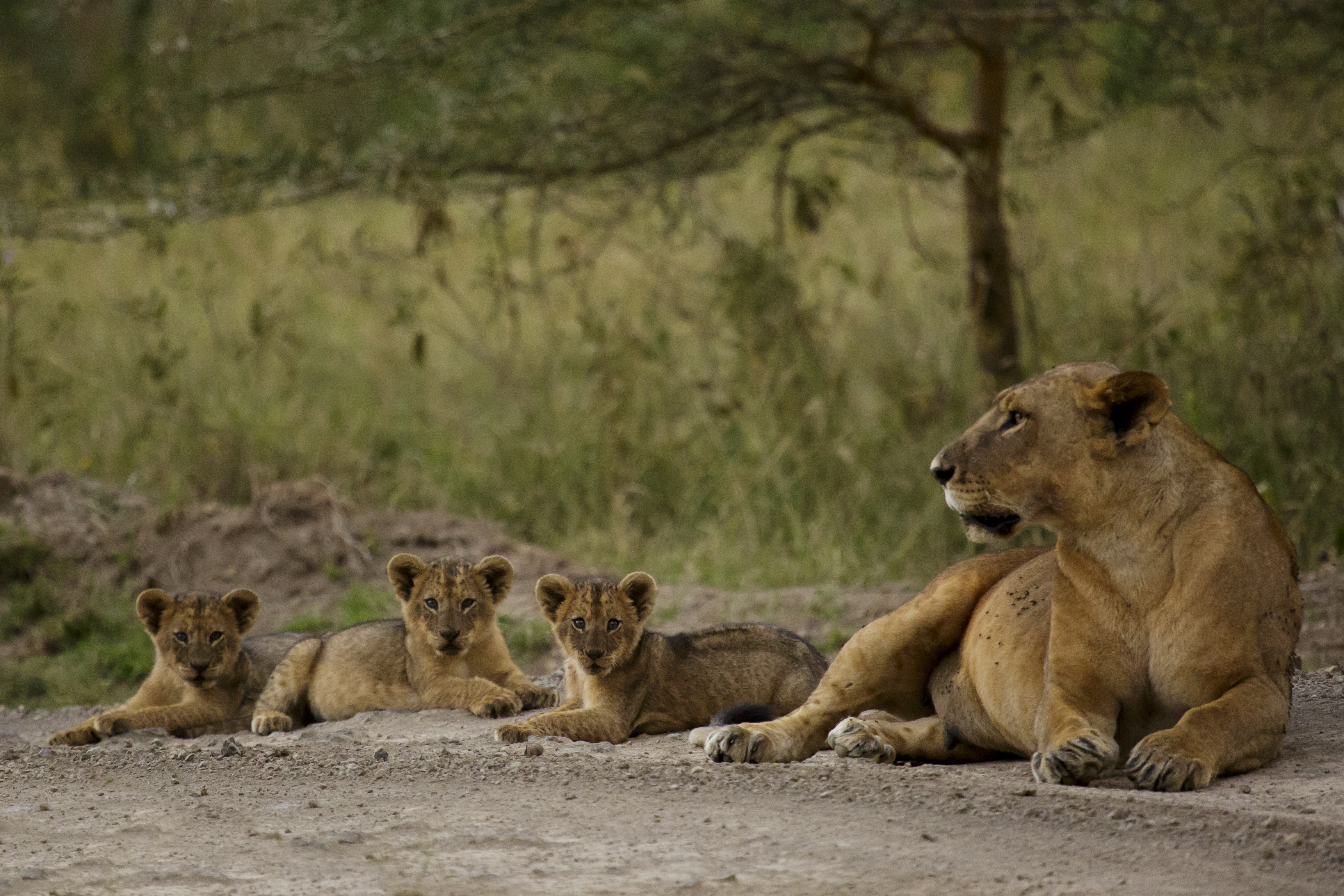
Leoaică și pui în Kenya

Zona ocupată de un grup este numită „zonă de grup”, în timp ce cea ocupată de un nomad este o „zonă”. Masculii asociați cu un grup petrec o parte din timp patrulând teritoriul lor. Motivele dezvoltării socialității la leoaice — cea mai pronunțată față de orice specie de feline — fac obiectul multor dezbateri. Vânătoarea coordonată permite o rată de succes mai mare însă membrii care nu sunt vânători reduc raportul caloric pe cap de membru al grupului. Membrii grupului tind să joace în mod regulat același rol în vânătoare și să-și perfecționeze abilitățile. Supraviețuirea grupului depinde de starea de sănătate a vânătorilor. Aceștia sunt primii care consumă prada la locul unde a avut loc. 
Zona ocupată de grup este protejată de amenințările externe atât de către masculi cât și de către femele, deși această muncă este rezervată în principal celor mai puternici masculi din grup. Trebuie remarcat faptul că, deși unii masculi conduc în mod constant apărarea împotriva intrușilor, alții refuză această funcție. Fiecare individ se străduiește să obțină un rol unic în grupul lui․ Leii mai lenți pot oferi grupului alte servicii valoroase.
Grupurile de lei asiatice sunt semnificativ diferite de cele ale leilor africani. Masculii asiatici sunt solitari sau se asociază cu până la trei masculi, formând un grup liber, în timp ce femelele se asociază cu până la alte 12 femele, formând un grup puternic împreună cu puii lor. Femelele și masculii de lei se asociază doar în perioada de împerechere. Coalițiile de masculi dețin teritoriul mai mult timp decât leii singuri. Masculii din coaliții de trei sau patru indivizi prezintă o ierarhie pronunțată, în care un mascul îi domină pe ceilalți și se împerechează mai frecvent.

### Vânătoare
Leul este un animal hiper-carnivor considerat a fi atât un prădător de vârf, cât și un prădător cheie datorită spectrului său larg de pradă. Prada sa este alcătuită în principal din mamifere, în special din copitate care cântăresc 190–550 kg, cu o preferință pentru gnu albastru, zebra comună, bivolul, antilopa și girafa. În funcție de disponibilitate, leii vânează și facoceri, deși specia se află sub intervalul de greutate preferat.
În India, cerbul sambar și căprioarele pătate sunt prada sălbatică vânată cel mai frecvent, în timp ce animalele domestice pot contribui semnificativ la dieta lor. Ei evită de obicei elefanții adulți, rinocerii și hipopotamii și animalele mici precum marsupialele, iepurii și maimuțele. Prada lor neobișnuită include porcii spinoși și reptilele mici. Leii ucid alți prădători, cum ar fi leopardul, ghepardul și hiena pătată, dar îi consumă rareori.
Leii tineri manifestă pentru prima dată un comportament de pândire la aproximativ trei luni, deși nu participă la vânătoare până la vârsta de aproape un an și încep să vâneze eficient când se apropie de vârsta de doi ani. Leii singuri sunt capabili să doboare zebre și gnu, în timp ce prada mai mare precum bivolii și girafele sunt mai riscante. În Parcul Național Chobe, s-au observat grupuri de lei vânând elefanți africani de tufiș (cea mai mare specie de elefant african) de până la aproximativ 15 ani în cazuri excepționale, de obicei victimele fiind pui, juvenili și chiar subadulți. În vânătoarele tipice, fiecare leoaică are o poziție favorită în grup, fie pândind prada pe „aripă”, apoi atacând, fie deplasându-se la o distanță mai mică în centrul grupului și captând prada care fuge de alte leoaice. Masculii nu participă de obicei la vânătoarea de grup. Unele dovezi sugerează, totuși, că masculii au la fel de mult succes ca și femelele; aceștia sunt vânători solitari care vânează de obicei în desișuri mici.
Leii nu sunt deosebit de cunoscuți pentru rezistența lor; de exemplu, inima unei leoaice reprezintă  doar 0,57% din greutatea ei corporală, iar cea a unui mascul are aproximativ 0,45% din greutatea corporală a acestuia, în timp ce inima unei hiene reprezintă aproape 1% din greutatea corporală. Astfel, leii aleargă rapid doar pe perioade scurte de timp și trebuie să fie aproape de prada lor înainte de a începe atacul. Ei profită de factorii care reduc vizibilitatea; multe vânători au loc noaptea. Atacul leului este scurt și puternic; ei încearcă să prindă prada printr-un atac rapid și un ultim salt. De obicei trag victima în jos de crupă și o ucid printr-o mușcătură de gât. De asemenea, ucid prada închizându-i gura și nările în fălci.
De obicei, leii consumă prada la locul vânătorii, dar uneori trage prada mare la adăpost. Masculii în special se luptă între ei pentru prada ucisă. Puii sunt membrii cei mai afectați atunci când hrana este rară, dar în rest, toți membrii grupului se satură, inclusiv leii bătrâni și infirmi, care pot trăi din resturi. O leoaică adultă are nevoie în medie de aproximativ 5 kg de carne pe zi, în timp ce masculii necesită aproximativ 7 kg. Leii pot mânca până la 30 kg de carne într-o singură sesiune; dacă nu poate consuma toată prada, se odihnește câteva ore înainte de a continua să mănânce. În zilele caniculare, grupul se retrage la umbră cu unul sau doi masculi stând de pază. Leii își protejează prada de vulturi și hiene.
Când se ivește ocazia, leii mănâncă animalele moarte din cauze naturale, cum ar fi bolile, sau cele care au fost ucise de alți prădători. Ei urmăresc constant vulturii care se învârt în cerc și care indică moartea sau suferința unui animal.

### Reproducere și ciclul vieții
Cele mai multe leoaice se reproduc până la vârsta de patru ani. Leii nu se împerechează doar într-o anumită perioadă a anului, iar femelele sunt poliestrece. Asemenea celorlalte feline, penisul leului mascul are spini care sunt îndreptați înapoi. În timpul retragerii penisului, spinii ating pereții vaginului femelei, ceea ce poate provoca ovulația. O leoaică se poate împerechea cu mai mult de un mascul atunci când este în călduri. Perioada medie de gestație este de aproximativ 110 zile; femela naște între unu și patru pui într-un bârlog izolat, care poate fi un desiș, o peșteră sau o altă zonă adăpostită, de obicei departe de grup.
Ea va vâna adesea singură în timp ce puii sunt încă neputincioși, rămânând în apropierea bârlogului. Puii de leu se nasc orbi; ochii li se deschid la aproximativ șapte zile după naștere. Cântăresc 1,2–2,1 kg la naștere și sunt aproape neajutorați, începând să se târască la o zi sau două după naștere și mergând în jurul vârstei de trei săptămâni. Pentru a evita ca acumularea de miros să atragă atenția prădătorilor, leoaica își mută puii într-un nou bârlog de câteva ori pe lună, purtându-i unul câte unul, de ceafă.
De obicei, mama se întoarce în grup când puii au șase până la opt săptămâni. Uneori, introducerea în viața grupului are loc mai devreme, mai ales dacă alte leoaice au născut aproximativ în același timp. În astfel de cazuri, puii cresc aproape în același timp, sug lapte de la mai multe leoaice și au șanse mai mari de supraviețuire. Puii, dacă atunci când sunt introduși grupului sunt timizi și nu au încredere, curând se integrează,  jucându-se între ei sau încercând să inițieze jocul cu adulții. Leoaicele cu pui sunt mai tolarante cu puii altei leoaice decât leoaicele fără pui. Toleranța masculilor față de pui variază – un mascul ar putea avea răbdare cu puii, permițându-le să se joace cu coada sau coama sa, în timp ce altul ar putea să mârâie și să alunge puii.
Alăptarea durează 6–7 luni. Leii masculi ajung la maturitate la aproximativ trei ani și la patru până la cinci ani sunt capabili să provoace și să înlocuiască masculii adulți asociați cu un alt grup. Încep să îmbătrânească și să slăbească la vârsta de 10–15 ani.
Atunci când unul sau mai mulți masculi noi îi îndepărtează pe masculii anteriori ai unui grup, învingătorii ucid adesea orice pui existent, pentru ca femelele să devină fertile și receptive. Femelele își apără adesea cu înverșunare puii de un mascul uzurpator, dar rareori au succes, cu excepția cazului în care un grup de trei sau patru leoaice își unesc forțele împotriva masculului. Alte pericol pentru pui sunt înfometarea și alți prădători: hiene, leoparzi, câini sălbatici, vulturi și șerpi.  Până la 80% dintre puii de leu vor muri înainte de vârsta de doi ani.
Nu numai masculii adolescenși pot fi expulzați dintr-un grup. Când un grup devine prea mare, următoarea generație de tinere femele poate fi forțată să-și părăsească propriul teritoriu. Când un nou leu mascul preia un grup, adolescenții atât masculi cât și femele pot fi expulzați. Viața femelelor nomade este foarte dură. Rareori reușesc să crească pui fără sprijinul grupului. Leii de ambele sexe pot fi implicați în activități homosexuale sau de curtare; masculii își vor freca capul unul de altul și se vor rostogoli unul cu altul înainte de a simula sexul împreună.

### Dușmani naturali, boli și paraziți
Deși leii adulți nu au prădători naturali, dovezile sugerează că majoritatea mor violent din cauza atacurilor oamenilor sau al altor lei. De multe ori, leii provoacă răni grave membrilor altor grupuri pe care îi întâlnesc în dispute teritoriale sau chiar membrilor propriului grup. Leii infirmi sau puii pot cădea victime hienelor și leoparzilor sau pot fi călcați în picioare de bivoli sau elefanți. Leii neglijenți pot fi mutilați atunci când vânează.
Leii suferă destul de mult de paraziți. Căpușele infestează de obicei urechile, gâtul și regiunile inghinale ale leilor. Formele adulte ale mai multor specii de tenia din genul Taenia au fost izolate din intestinele de leu, fiind ingerate ca larve din carnea de antilope.
Leii din craterul Ngorongoro au fost afectați de un focar de muscă Stomoxys calcitrans în 1962. Leii au devenit slăbiți și acoperiți de pete goale și sângeroase. Au căutat fără succes să evite muștele cățărându-se în copaci sau târându-se în vizuini de hiene. Mulți dintre ei au murit sau au migrat, iar populația locală a scăzut de la 70 la 15 indivizi. Un focar mai recent, din 2001 a ucis șase lei.
În captivitate, leii au fost infectați cu un virus canin (CDV) cel puțin de la mijlocul anilor 1970. Virusul este răspândit de către câini domestici și alte carnivore; un focar din 1994 în Parcul Național Serengeti a dus la simptome neurologice în rîndul leilor, cum ar fi convulsiile. În timpul focarului, mai mulți lei au murit din cauza pneumoniei și encefalitei. Virusul imunodeficienței feline și lentivirusul afectează, de asemenea, leii captivi.

## Interacțiuni cu oamenii

### În grădini zoologice și circuri

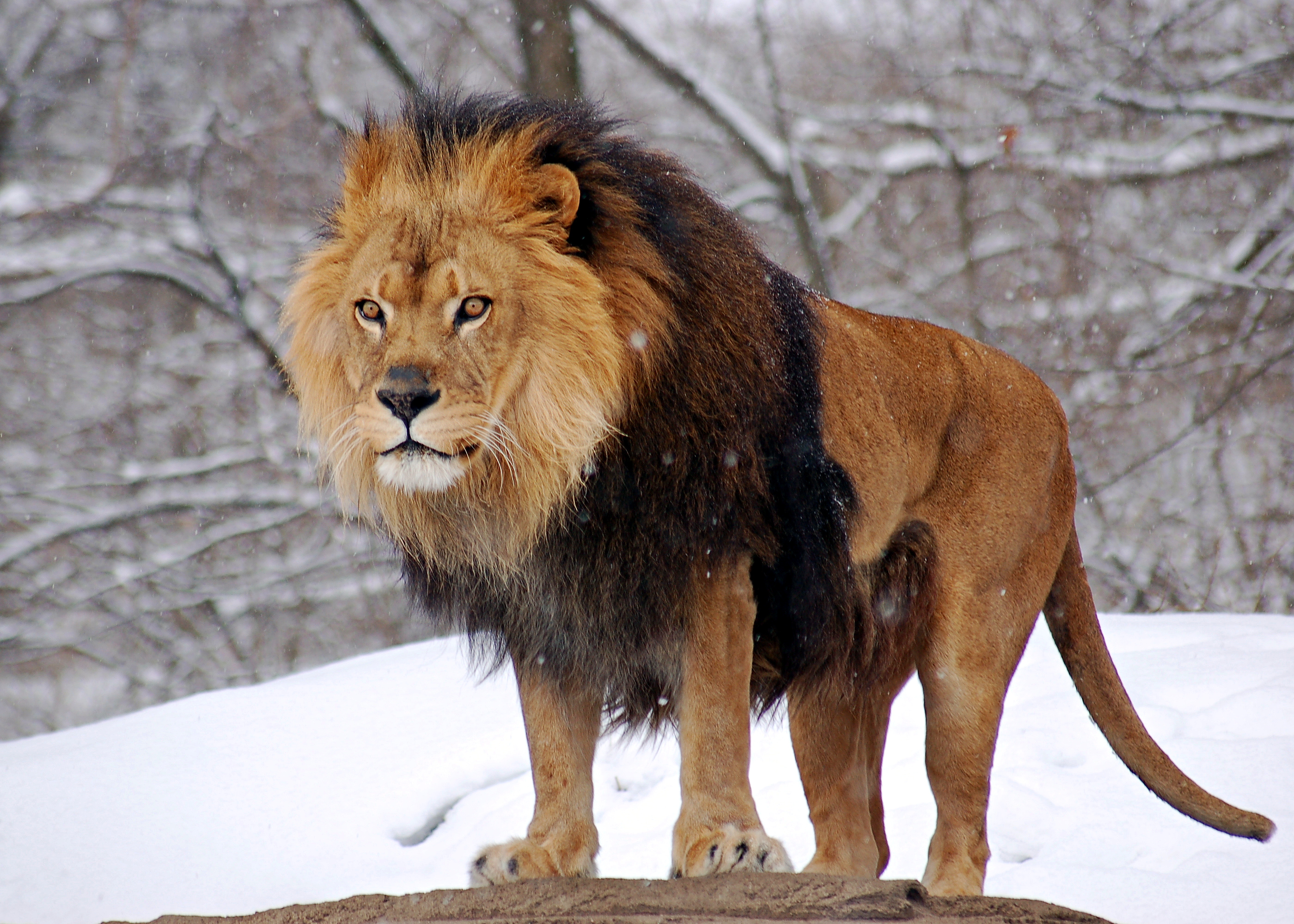
Leu la Grădina Zoologică din Pittsburgh

Leii fac parte dintr-un grup de animale exotice care au fost centrul exponatelor de la grădinile zoologice încă de la sfârșitul secolului al XVIII-lea. Deși multe grădini zoologice moderne sunt mai selective în ceea ce privește exponatele lor,  există peste 1.000 de lei africani și 100 de lei asiatici în grădini zoologice și parcuri cu animale sălbatice din întreaga lume. Sunt considerate specii ambasador și sunt păstrate în scopuri turistice, educaționale și de conservare. Leii pot trăi peste douăzeci de ani în captivitate; un leu de la Grădina Zoologică din Honolulu a murit la vârsta de 22 de ani, în august 2007. Cele două surori ale sale, născute în 1986, au împlinit și ele vârsta de 22 de ani. Programele de reproducere în grădinile zoologice pentru lei se desfășoară în așa fel încât să se evite încrucișarea între două subspecii diferite.
Leii au fost ținuți și crescuți în captivitate încă de pe vremea regilor asirieni, începând cu anul 850 î.Hr. Alexandru cel Mare avea exemplare îmblânzite din nordul Indiei. În epoca Imperiului roman, leii au luat parte la luptele cu gladiatori. Aristocrația romană, în special, Lucius Cornelius Sulla, Cneus Pompeius Magnus și Gaius Julius Caesar, au comis masacrarea a sute de lei. În Orient, animalele erau îmblânzite de prinții indieni.
Primele „grădini zoologice” europene s-au răspândit printre familiile nobile și regale în secolul al XIII-lea, iar până în secolul al XVII-lea au fost numite serai; apoi au fost numite menajerii, o prelungire a cabinetului de curiozități. S-au răspândit din Franța și Italia în timpul Renașterii în restul Europei. În Anglia, deși tradiția serai-ului era mai puțin dezvoltată, leii au fost ținuți în  Turnul Londrei într-un serai stabilit de regele John în secolul al XIII-lea.

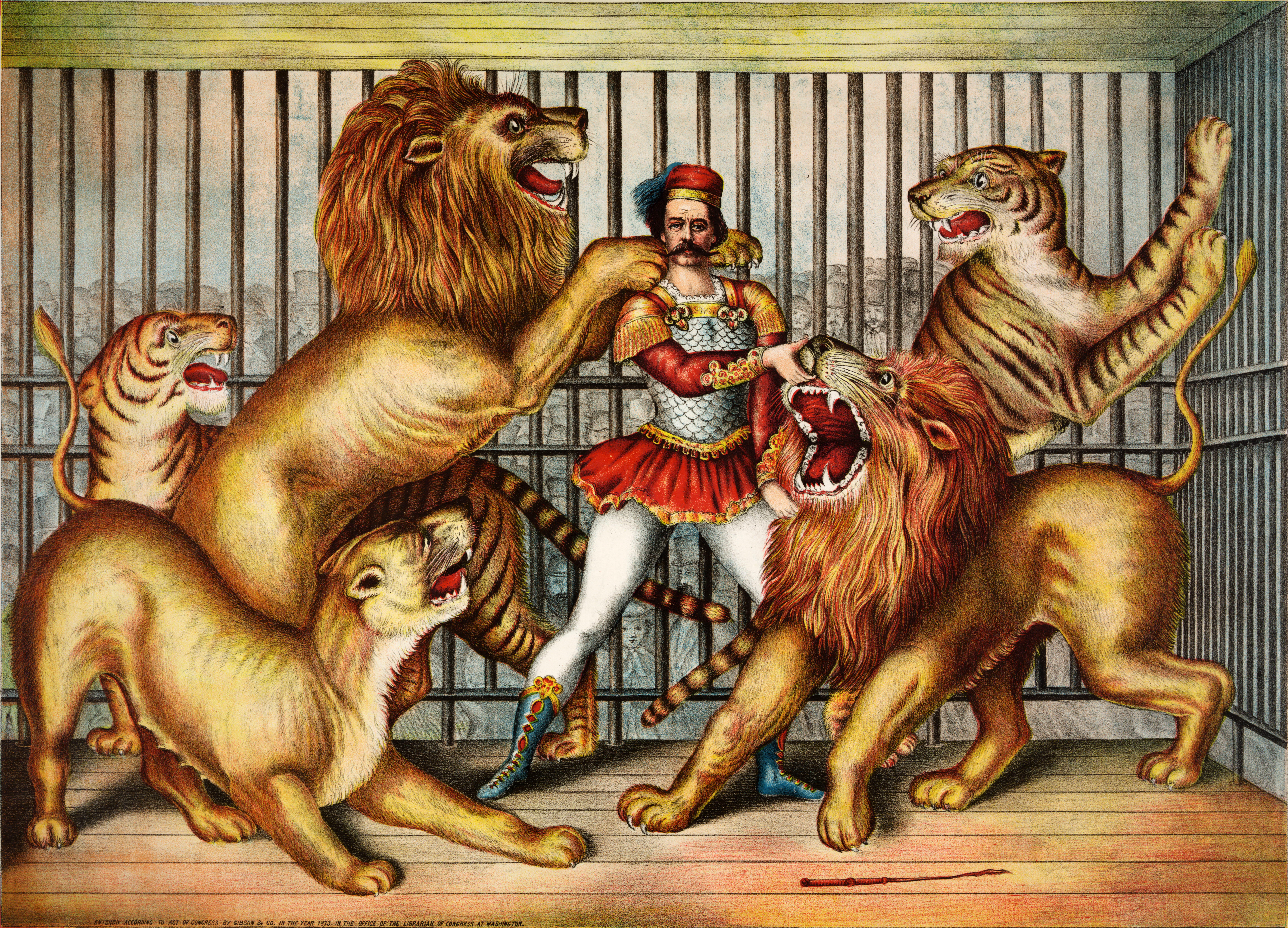
Îmblânzitor de lei și tigri într-o gravură din secolul al XIX-lea.

Leii au fost ținuți în condiții înghesuite și mizere la Grădina Zoologică din Londra până când în anii 1870 a fost construită o casă pentru lei mai mare, cu cuști mai încăpătoare. Alte schimbări au avut loc la începutul secolului al XX-lea, când au fost proiectate incinte cu „roci” din beton, mai mult spațiu deschis și un șanț în loc de gratii, care seamănă mai mult cu un habitat natural. Deși acest model a fost popular, utilizarea gratiilor și a incintelor în cuști a predominat în multe grădini zoologice până în anii 1960. La sfârșitul secolului al XX-lea, incinte mai mari și mai naturale și utilizarea plaselor de sârmă sau a sticlei laminate au permis vizitatorilor să se apropie mai mult decât oricând de animale.
Îmblanzirea leului a făcut parte atât din circurile consacrate, cât și din acte individuale, cum ar fi Siegfried & Roy. Practica a început la începutul secolului al XIX-lea de către francezul Henri Martin și americanul Isaac Van Amburgh, care au făcut turnee pe scară largă și ale căror tehnici au fost copiate de un număr de adepți. Van Amburgh a cântat înaintea Reginei Victoria în 1838, când a făcut un turneu în Marea Britanie. Martin a compus o pantomimă intitulată Les Lions de Mysore („leii din Mysore”), o idee pe care Amburgh a împrumutat-o rapid. Aceste acte au eclipsat călăria ca afișaj central al spectacolelor de circ și a intrat în conștiința publicului la începutul secolului al XX-lea odată cu cinematografia. Demonstrând superioritatea omului față de animal, îmblânzirea leilor a servit unui scop similar cu luptele cu animale din secolele precedente. Dovada supremă a dominației și controlului unui îmblânzitor asupra unui leu este demonstrată prin plasarea capului îmblânzitorului în gura leului. Scaunul de acum iconic al îmblânzitorului de lei a fost probabil folosit pentru prima dată de americanul Clyde Beatty (1903–1965).

## Semnificație culturală

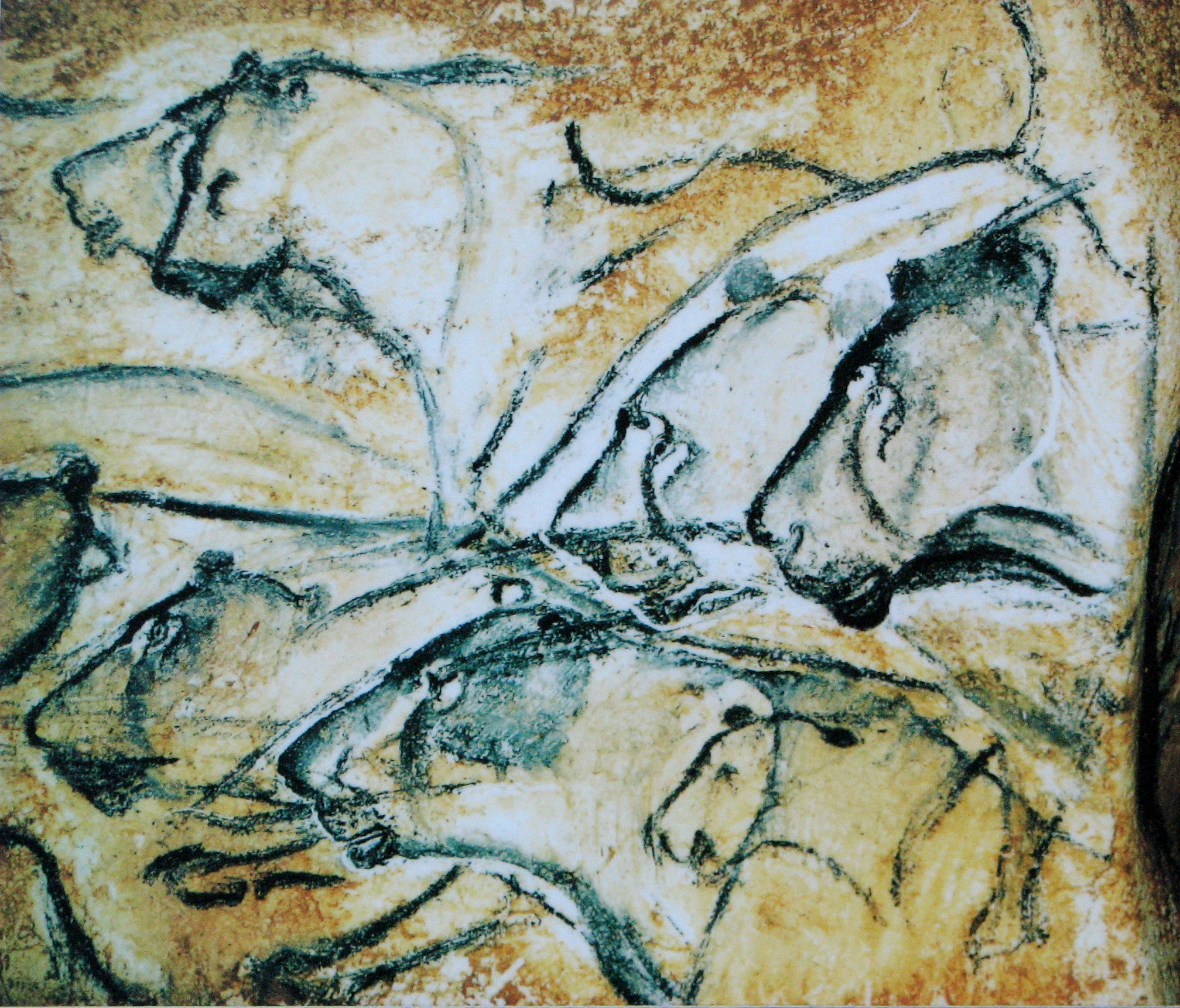
Pictură rupestră din Paleoliticul superior care înfățișează lei găsiți în Peștera Chauvet, Franța.

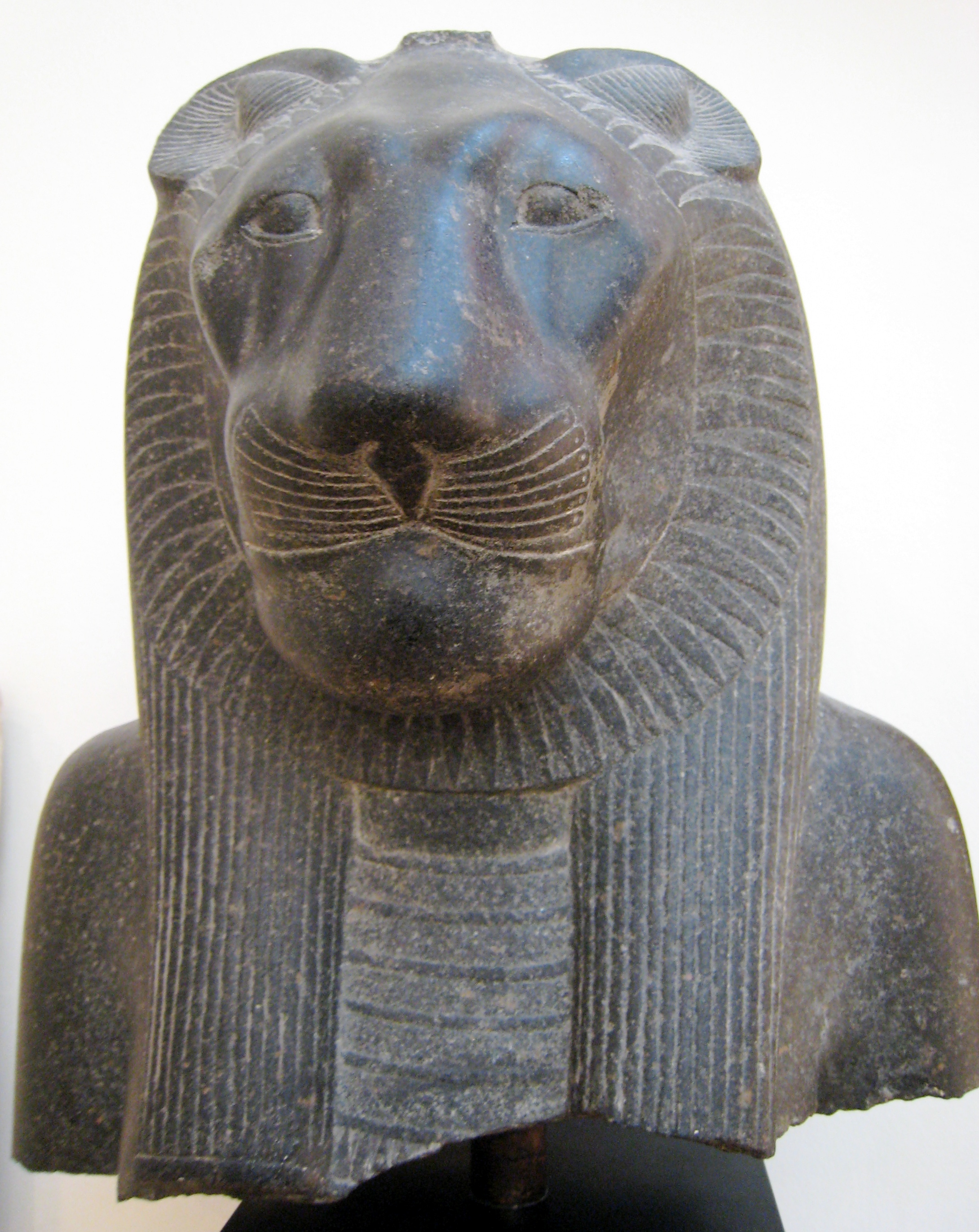
Statuia din granit a zeitei egiptene cu cap de leu Sekhmet din templul lui Mut din Luxor, datând din perioada 1403–1365 î.Hr., expusă la Muzeul Național al Danemarcei.

Leul este unul dintre cele mai proeminente simboluri animale din cultura umană. El a fost reprezentat în petroglife rupestre, sculpturi, fresce și picturi și a devenit un element cheie al simbolurilor naționale (steaguri, steme, monede) ale unui număr de țări. Opere literare, cântece populare au fost țesute în jurul imaginii leilor, iar în condițiile realității moderne, acest animal a devenit personajul principal al multor desene animate, în special, Regele Leu, seria de desene Madagascar, Robin Hood; Cronicile din Narnia din genul fantastic, etc.
Simbolul companiei de film Metro-Goldwyn-Mayer este leul, premiul principal al Festivalului de Film de la Veneția este sub forma unui leu.
În ciuda unor atacuri asupra oamenilor, leul a fost considerat un simbol al forței și nobleței în culturile din Europa, Asia și Africa. El este înfățișat ca „regele junglei” și „regele fiarelor”, devenind astfel un simbol popular al regalității și măreției. Leul este folosit și ca simbol al echipelor sportive.

### Africa
În Africa sub-sahariană, leul a fost un personaj obișnuit în povești, proverbe și dansuri, dar rareori a fost prezentat în artele vizuale. În unele culturi, leul simbolizează puterea și regalitatea. În limba swahili, leul este cunoscut sub numele de simba, care înseamnă și „agresiv”, „rege” și „puternic”. Unii conducători aveau cuvântul „leu” în porecla lor. Sundiata Keita din Imperiul Mali a fost numit „Leul din Mali”. Se spune că întemeietorul regatului Waalo a fost crescut de lei și s-a întors la poporul său pentru a-i uni folosind cunoștințele pe care le-a învățat de la lei.
În unele părți ale Africii de Vest, leii simbolizau clasa superioară a ierarhiilor lor sociale. În zonele mai dens împădurite, unde leii erau rari, leopardul reprezenta vârful ierarhiei. În unele părți ale Africii de Vest și de Est, leul este asociat cu vindecarea și este considerat legătura dintre clarvăzători și supranatural. În alte tradiții din Africa de Est, leul este simbolul lenei. În mare parte din folclorul african, leul este portretizat ca având o inteligență scăzută și este ușor păcălit de alte animale.
Vechii egipteni și-au portretizat câteva dintre zeitățile lor războinice ca niște leoaice, pe care le venerau ca pe niște vânători înverșunați. Printre zeitățile egiptene asociate cu leii se numără: Sekhmet, Bast, Mafdet, Menhit, Pakhet și Tefnut. Aceste zeități erau adesea legate de zeul soarelui Ra și de căldura lui aprigă, iar puterea lor periculoasă a fost invocată pentru a păzi oamenii sau locurile sacre. Sfinxul, o figură cu corp de leu și cap de om sau altă creatură, reprezenta un faraon sau o zeitate care își asumase acest rol protector.

### Lumea răsăriteană
Leul a fost un simbol proeminent în Mesopotamia antică de la Sumer până în epoca asiriană și babiloniană, unde a fost puternic asociat cu regalitatea. Leii au fost printre simbolurile majore ale zeiței Inanna/Ishtar. Leul Babilonului a fost cel mai important simbol al Imperiului Babilonian. „Vânătoarea de leu din Ashurbanipal” este o secvență faimoasă de reliefuri ale palatului asirian din c. 640 î.Hr., astăzi aflată la British Museum. Leii sunt menționați frecvent în Biblie; în special în Cartea lui Daniel, în care eroul omonim refuză să se închine regelui Darius și este forțat să doarmă în vizuina cu lei, unde rămâne în mod miraculos nevătămat. În cartea Judecători
din Vechiul Testament, Samson ucide un leu în timp ce călătorește pentru a vizita o femeie filisteană. (Judec. 14).
Cronicarii indo-persani considerau leul ca paznic al ordinii în regatul animalelor. Cuvântul sanscrit mrigendra înseamnă un leu ca rege al animalelor în general sau al căprioarelor în special. Narasimha, bărbatul-leu, este unul dintre cele zece avatare ale zeului hindus Vișnu. Singh este un nume vedic indian care înseamnă „leu”, și datează de peste 2.000 de ani. Inițial, a fost folosit doar de rajpuți, o castă militară, dar în prezent este folosit de milioane de rajpuți hinduși și de peste douăzeci de milioane de adepți ai Sikhismului. Capitala leului din Ashoka, ridicată de împăratul Așoka în secolul al III-lea d.Hr., înfățișează patru lei stând spate în spate. A fost făcută emblema națională a Indiei în 1950. Leul este, de asemenea, simbolic pentru poporul sinhalez; termenul derivă din cuvântul sanscrit sinhala, care înseamnă „al leilor”, în timp ce un leu care mânuiește sabia este figura centrală de pe steagul național al Sri Lanka.
Leul este un simbol obișnuit în arta chineză; a fost folosit pentru prima dată în artă în secolul al V-lea sau al VI-lea î.Hr. și a devenit mai popular în timpul dinastiei Han (206 î.Hr. – 220 d.Hr.), când leii păzitori imperiali au început să fie plasați în fața palatelor imperiale pentru protecție. Deoarece leii nu au fost niciodată nativi din China, reprezentările timpurii au fost oarecum nerealiste; după introducerea artei budiste în China în dinastia Tang după secolul al VI-lea d.Hr., leii erau de obicei înfățișați fără aripi, cu corpuri mai scurte, mai groase și coame crețe. „Dansul leului” este un dans tradițional în cultura chineză în care artiștii în costume de leu imită mișcările unui leu, adesea cu acompaniament muzical din tobe și gong-uri. Dansul se joacă la Anul Nou Chinezesc, Festivalul Lunii din august și alte ocazii de sărbătoare pentru noroc.

### Lumea occidentală

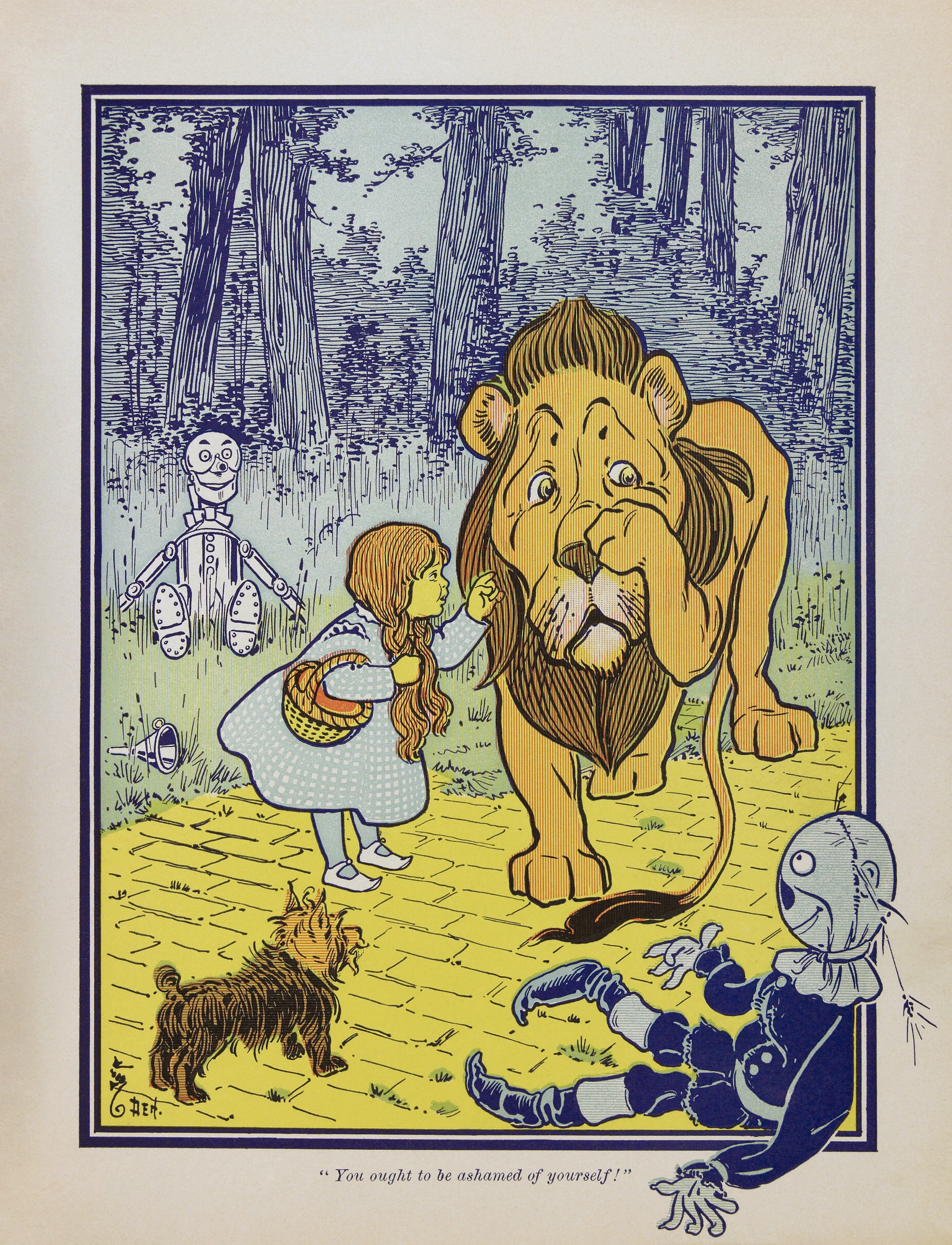
Dorothy îl întâlnește pe Leul Laș din Vrăjitorul din Oz

Figuri și amulete cu cap de leu au fost săpate în morminte din insulele grecești Creta, Eubeea, Rodos, Paros și Chios. Ei sunt asociați cu zeitatea egipteană Sekhmet și datează de la începutul epocii fierului, între secolele IX și VI î.Hr.
Leul este prezentat în mai multe fabule ale lui Esop, în special în „Leul și șoarecele”. Leul din Nemeea a fost un simbol în Grecia și Roma antică, a fost reprezentat ca semn zodiacal și constelația Leu și descris în mitologie, unde a fost ucis și purtat de eroul Hercule, simbolizând victoria asupra morții. Lancelot și Gawain au fost eroi care au ucis lei în Evul Mediu. În unele povești medievale, leii erau înfățișați ca aliați și însoțitori. „Leul” a fost porecla mai multor conducători-războinici medievali care aveau reputația de viteji, cum ar fi Richard Inimă de Leu.
Leii continuă să apară în literatura modernă ca personaje, inclusiv mesianicul Aslan din romanul din 1950 Leul, Vrăjitoarea și Dulapul și seria Cronicile din Narnia de C. S. Lewis, și personajul Leul laș din Vrăjitorul din Oz de Lyman Frank Baum. Simbolismul leului a fost folosit încă de la apariția cinematografiei; unul dintre cei mai emblematici și recunoscuți lei este mascota studiourilor Metro-Goldwyn-Mayer încă din anii 1920. Filmul din 1966 Born Free o prezintă pe leoaica Elsa și se bazează pe cartea non-ficțiune din 1960 cu același titlu. Rolul leului ca rege al animalelor a fost folosit în filmul de animație Disney din 1994 The Lion King.
Pictură

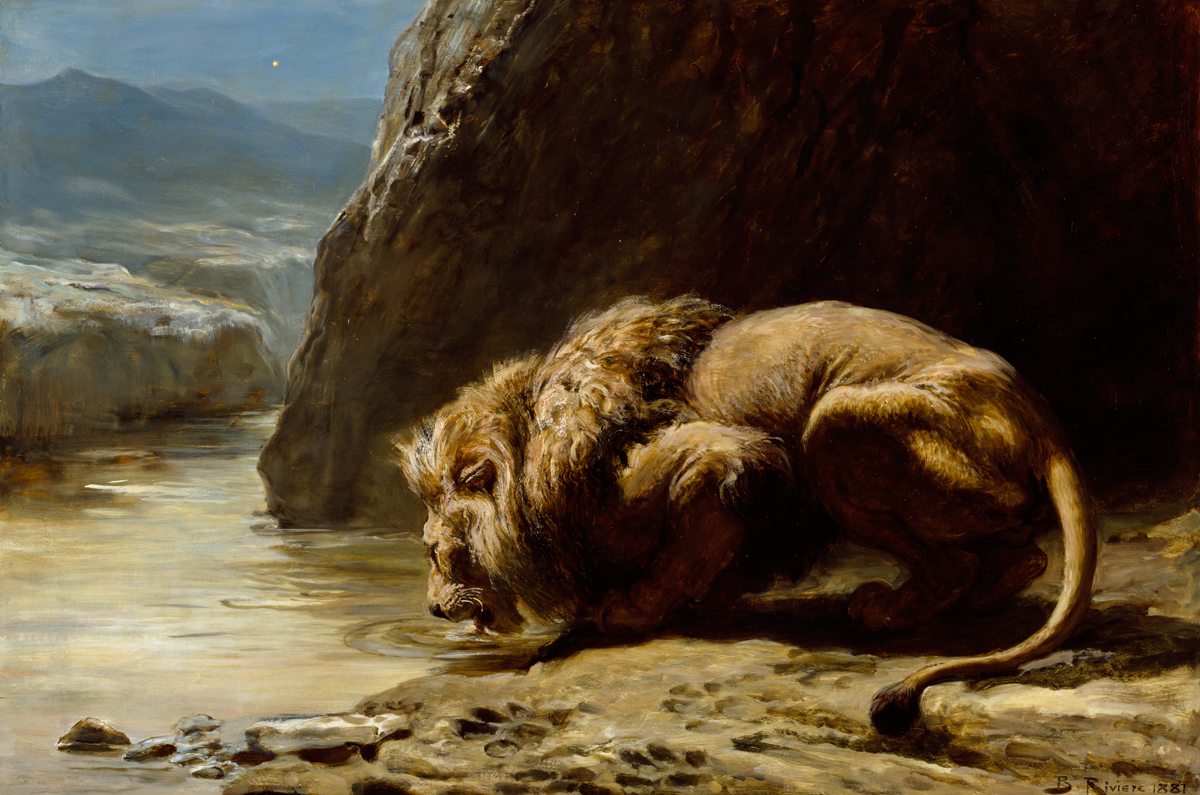
Regele bea, de Briton Rivière, 1881
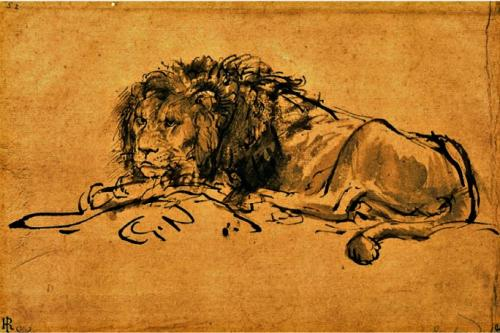
Leu odihnindu-se, de Rembrandt
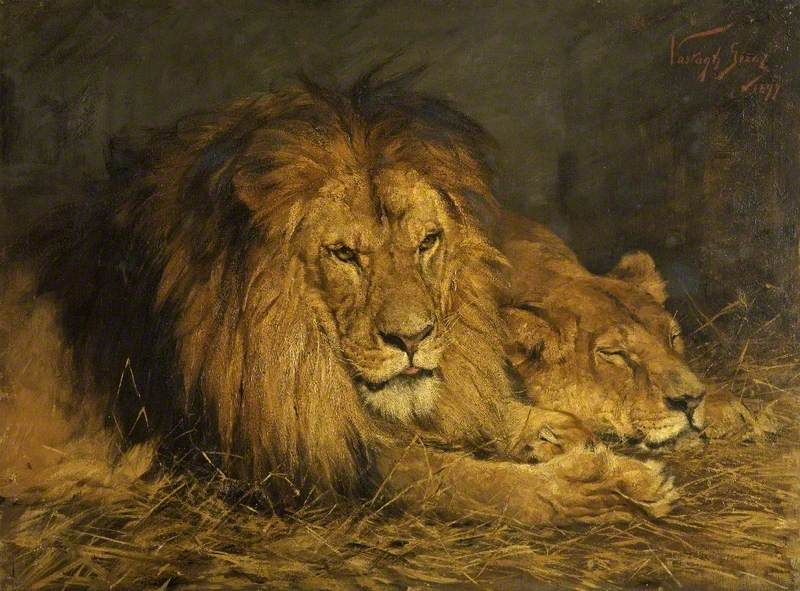
Leul britanic, de Géza Vastagh

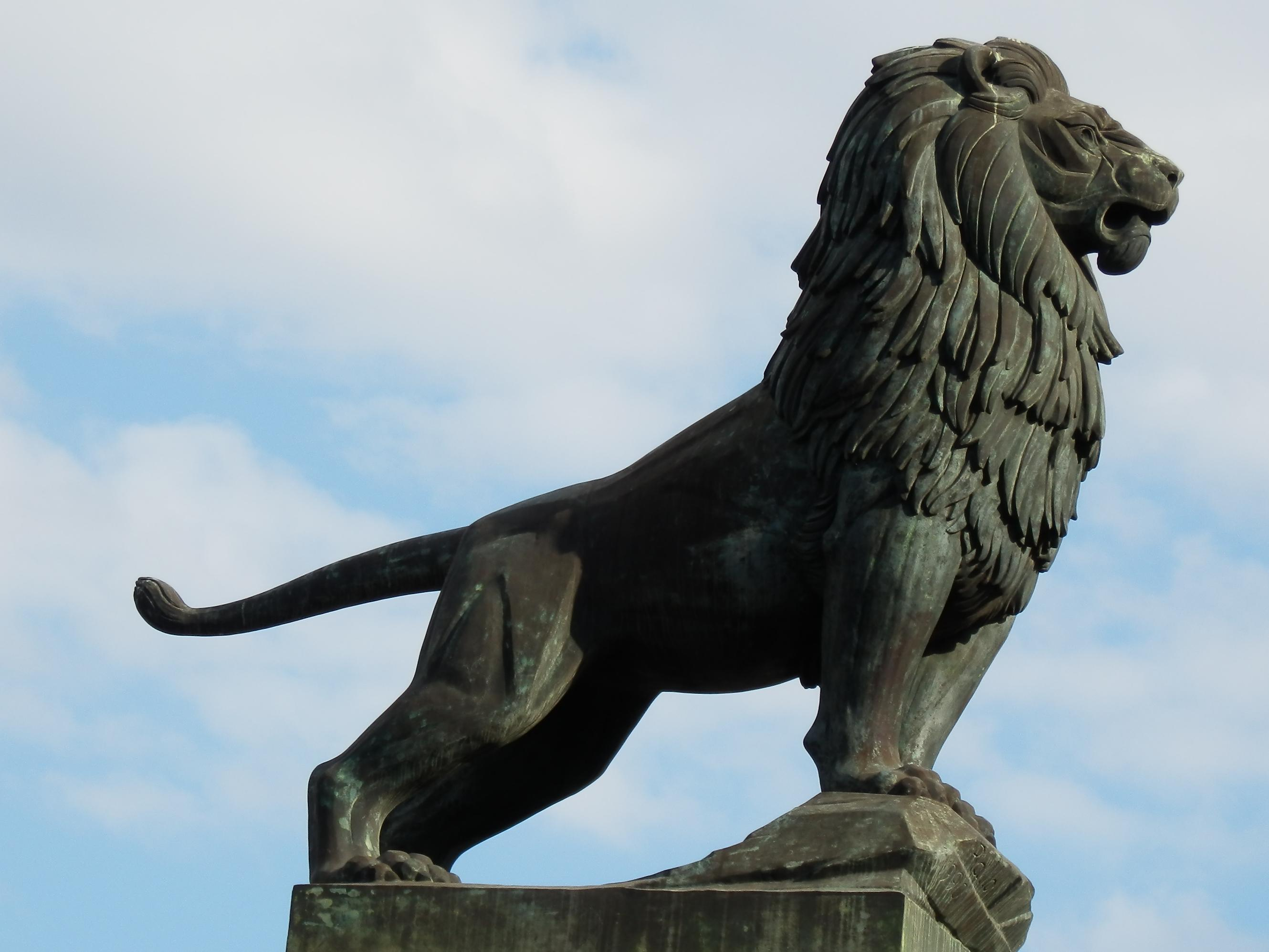
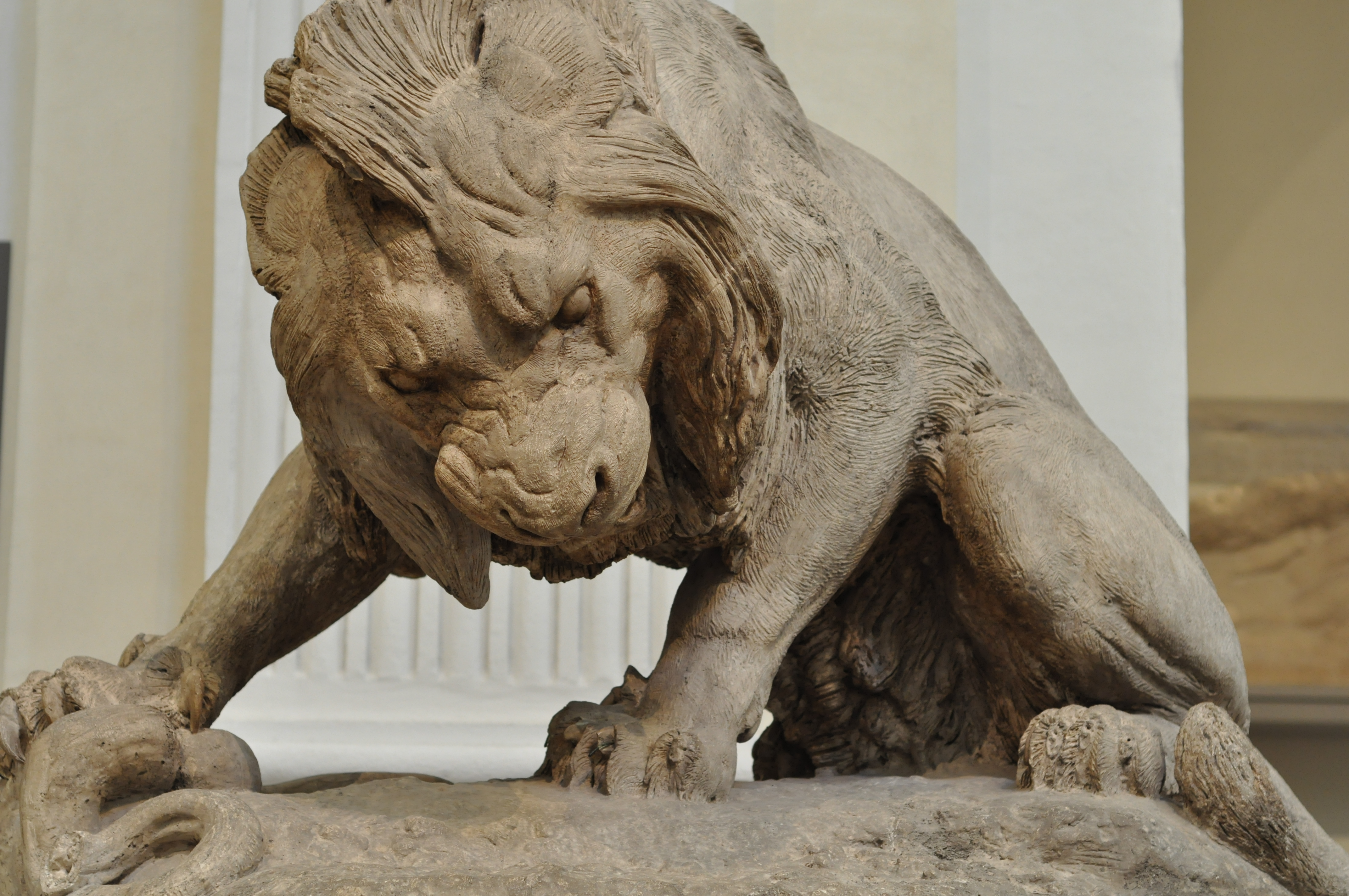
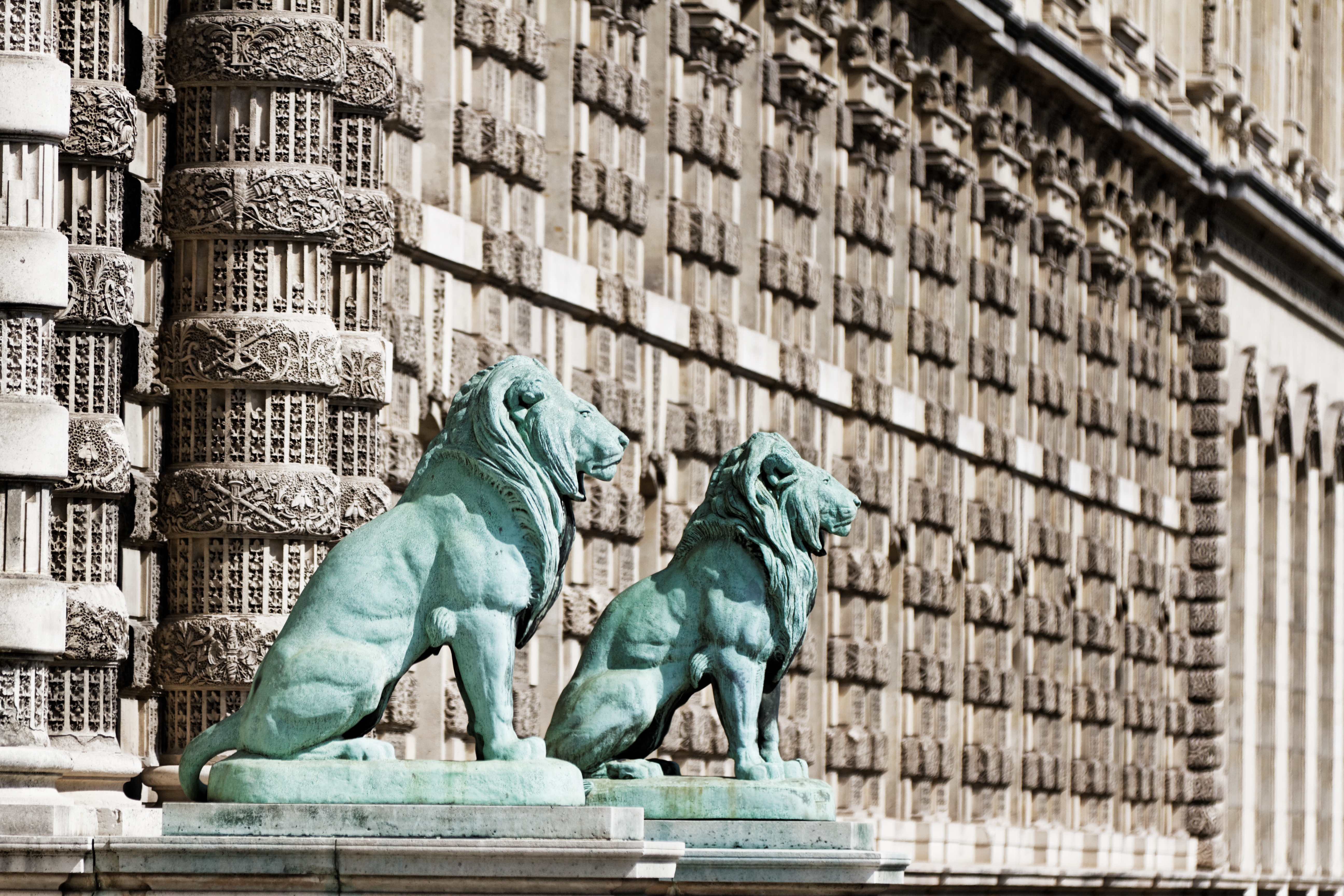
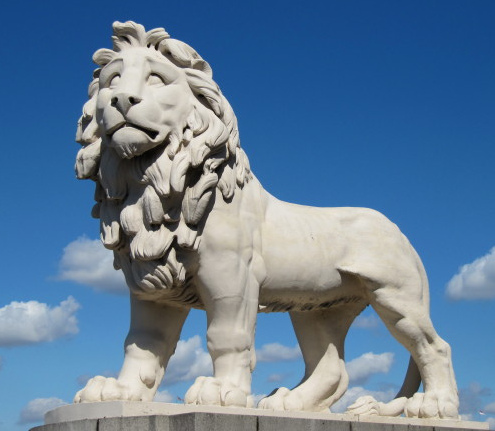

Sculptură
Diverse

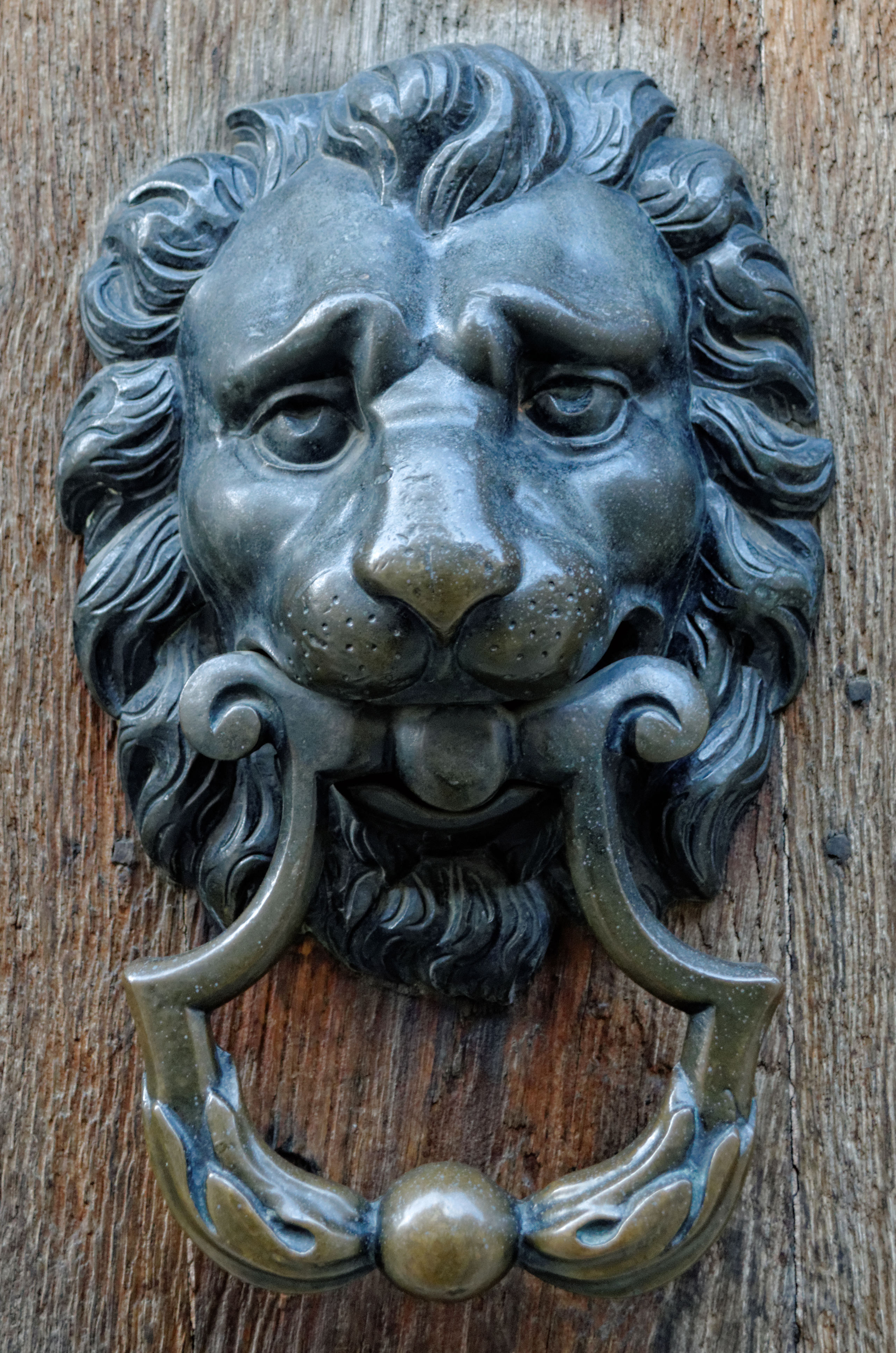
Decor ușă
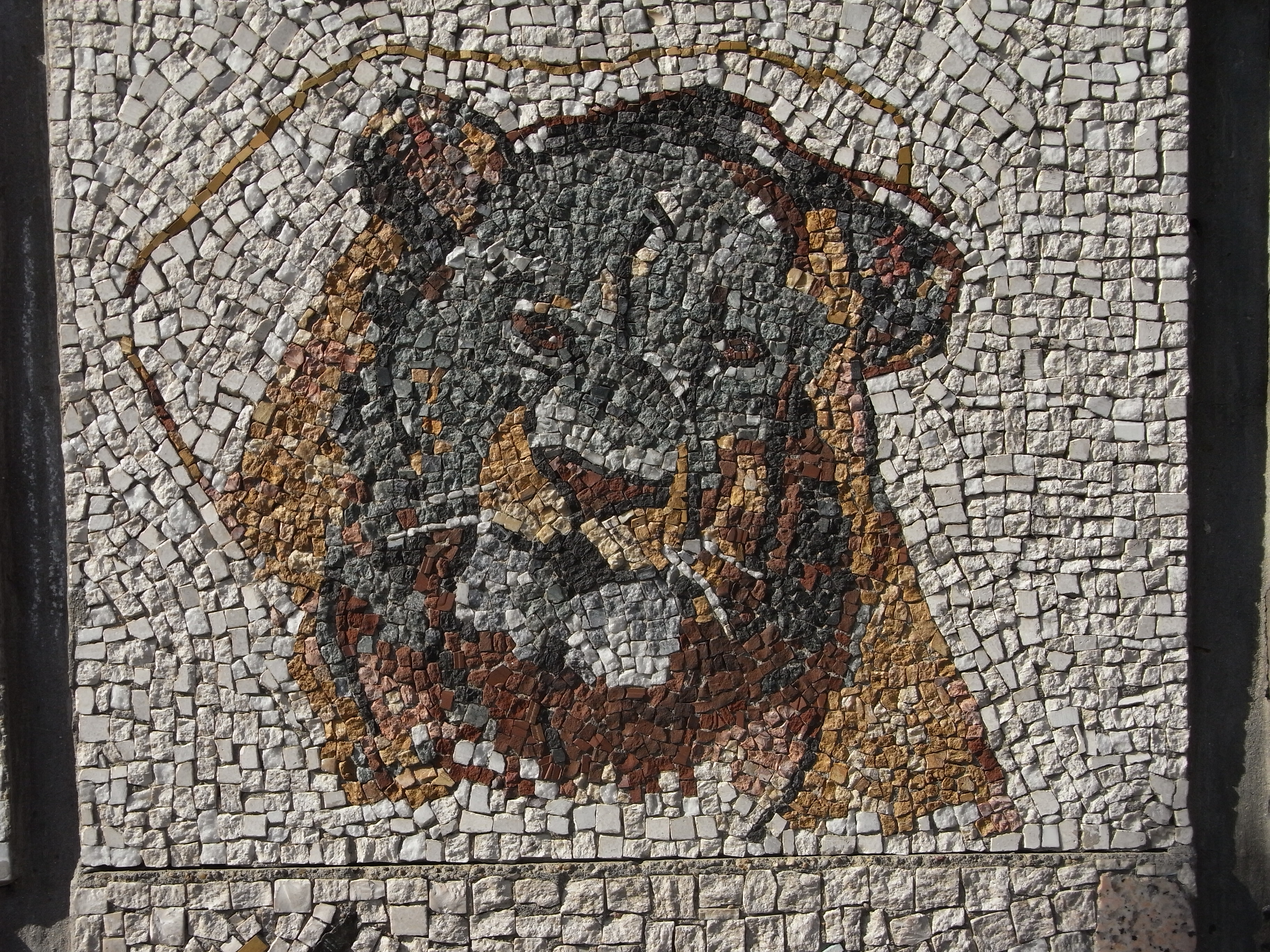
Mozaic
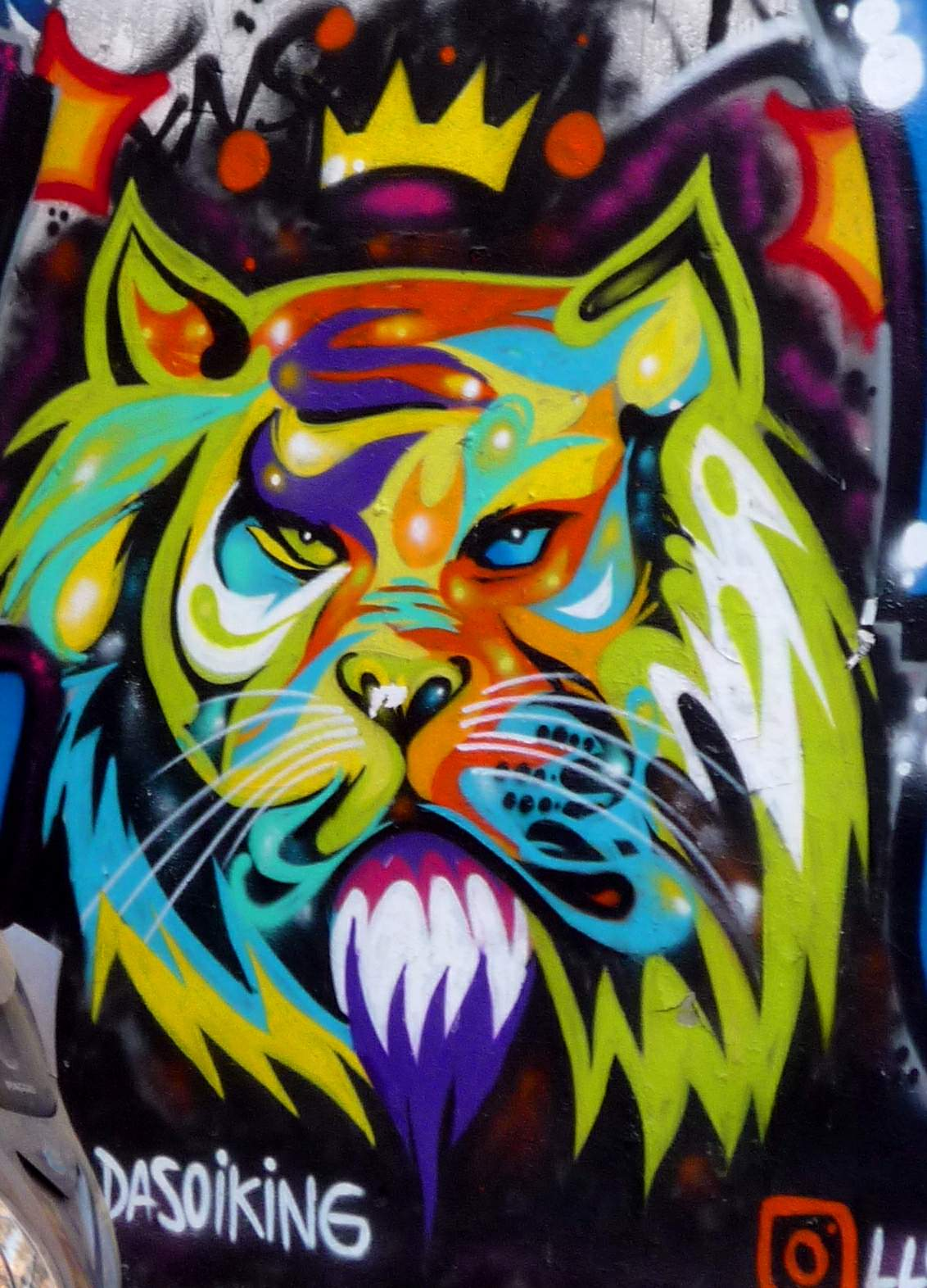
Graffiti
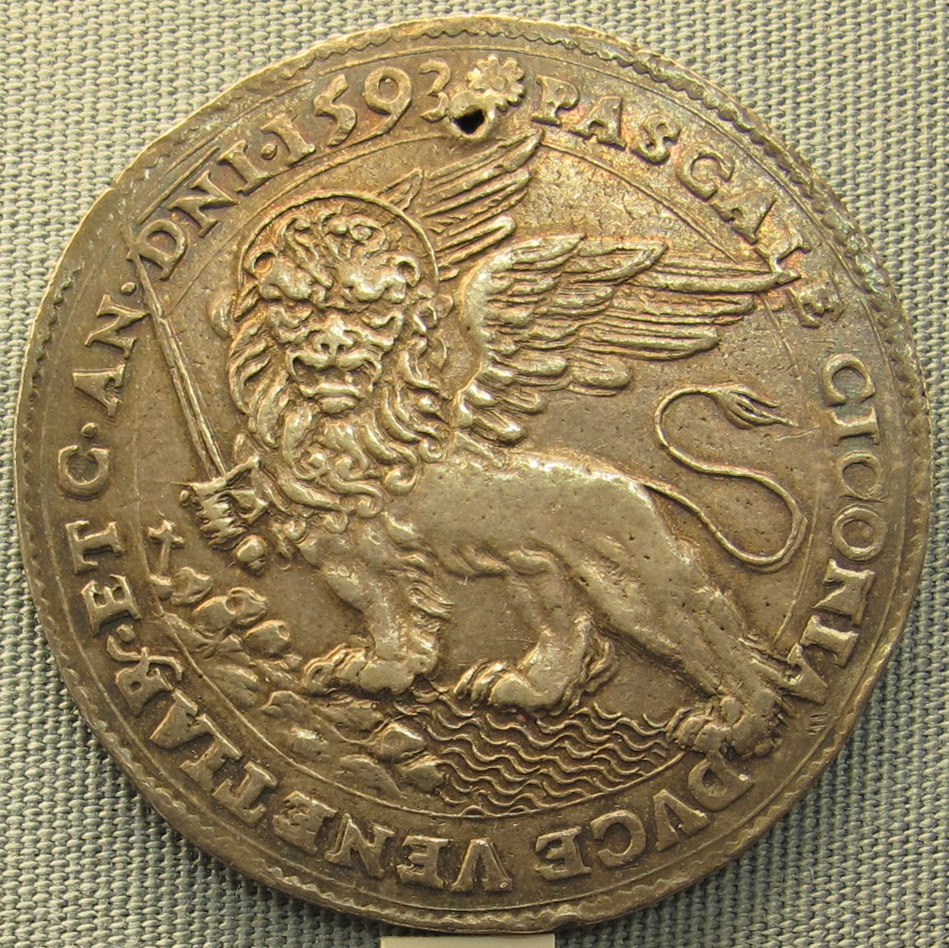
Monede
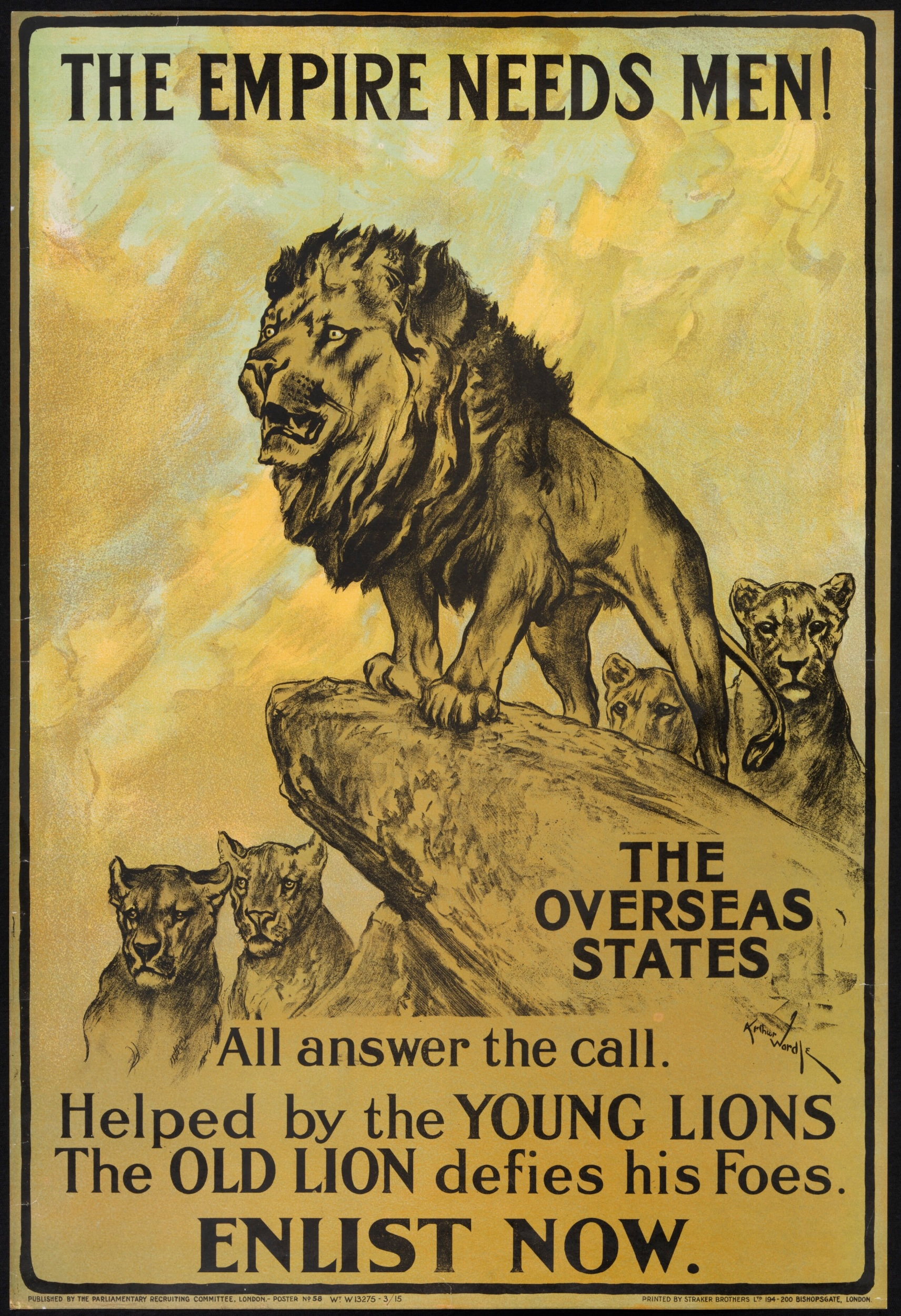
Poster recurtare Primul Război Mondial
Heraldică